# ユニー
ユニー株式会社（英文社名：UNY Co., Ltd.） は、株式会社 ほていやと株式会社 西川屋チェンがタキヒヨーと共に設立した1969年（昭和44年）8月23日に共同仕入れ会社「株式会社ユニー（初代）」が、母体となった株式会社 ほていやと株式会社 西川屋チェンなどと1971年（昭和46年）2月21日に経営統合した総合スーパー (GMS) を中核とする企業である。

## 概要
ユニーの社名の由来は、1971年（昭和46年）に西川屋チェンとほていやとタキヒヨーにより共同仕入れ会社「株式会社ユニー（初代）」を設立した際に「マーケティングとマーチャンダイジングの接点となるユニークな流通企業」を企業コンセプトとして「unique・united・universal・unity・unify」の5つの英語から「UNY」と命名された。
現在は、愛知県稲沢市に本社を置く。
2019年（平成31年）1月4日に大手ディスカウントストアのドン・キホーテを中核とするパン・パシフィック・インターナショナルホールディングスの完全子会社となった。
日本国内の総合スーパーでは、2022年度の売上高はイオンリテール、イトーヨーカ堂、イオン九州、イズミに次ぐ国内5位である。また、大手総合スーパーとされる企業の中で食料品の比率がもっとも高い企業である。
ユニー株式会社を名乗る法人は3世代存在するが、本項はその両方の社名変更前後すべてと、株式会社ユニーをはじめとする前身企業各社を扱う。

## 歴史

### 西川屋チェンとほていやの創業

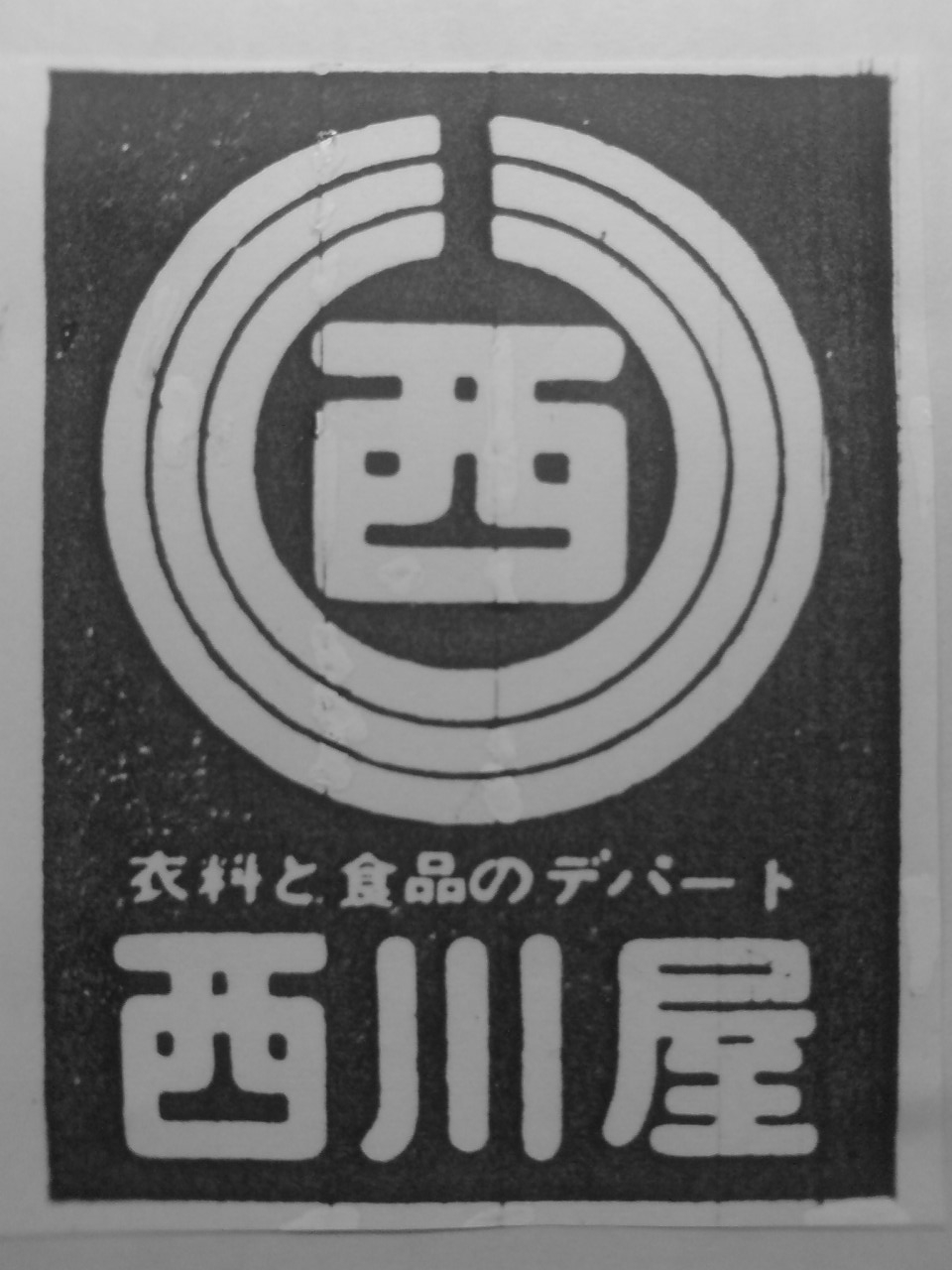
西川屋のロゴマークは「西」の字を「川」を模した上部の切れた三重丸で囲ったもの。

「西川屋チェン」は、1912年（大正元年）に愛知郡下之一色村（現・名古屋市中川区下之一色）で西川長十が、履物店を開いたのが始まりである。
1928年（昭和3年）に名古屋市港区築三町へ移転して呉服店を開業した。

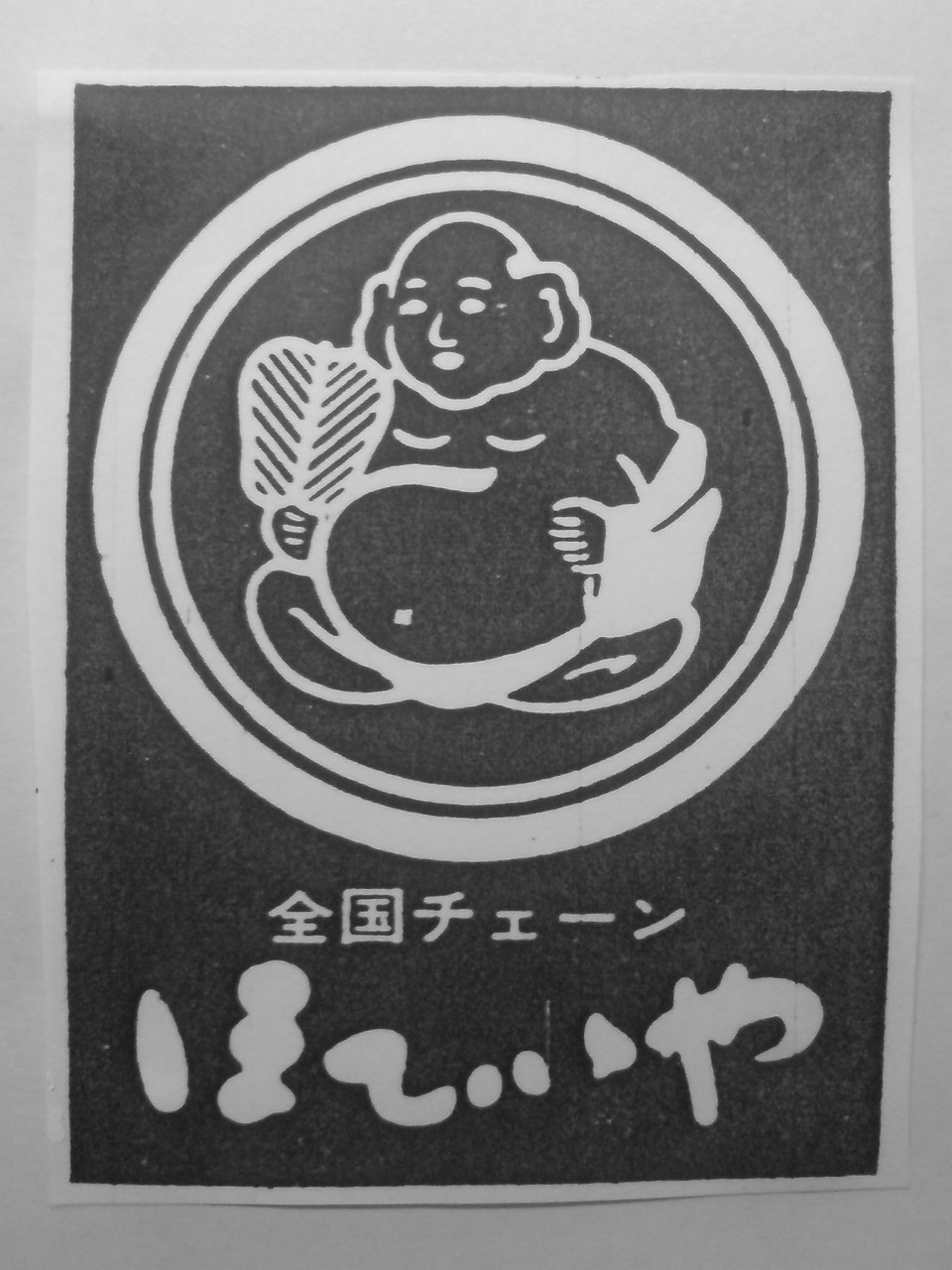
ほていやのロゴマークは太筆書体で「い」は異体字、ロゴマークの丸に布袋が描かれる。

これに対して、「ほていや」は、「古川政次郎」が1927年（昭和2年）に、遠縁にあたる「水野常蔵」が1912年（大正元年）に横浜市伊勢佐木町に開いた「越後屋呉服店」に1年ほど勤めたのちに独立

1929年（昭和4年）2月24日には「古川呉服店」として、横浜市伊勢佐木町で間口二間半・奥行四間半の店舗を開いたのが始まりである。
「西川屋」は戦時中は企業統制令で事業を休止し、「ほていや」も同様に戦時体制下での繊維統制の影響で事業を休止した。

### 戦後の事業再開と法人化
「ほていや」は戦後の1945年（昭和20年）に、古川政次郎が横浜市弘明寺で「ほていや呉服店」を開業し、弟の古川秀一は名古屋市大須で「古川呉服店」を開業する形で別々に営業を再開。
「古川呉服店」を古川秀一の縁故者が開いていた「今枝呉服店」と「猪飼呉服店」を統合する形で事業拡大を目指すこととし、1950年（昭和25年）3月13日に資本金50万円で「株式会社 ほていや呉服店」を設立して法人化した。
これに対して、「西川屋」は1947年（昭和22年）に名古屋市港区中川町に店舗を開設して営業を再開し、1949年（昭和24年）12月に「株式会社西川屋」を設立して法人化した。

### チェーン化と本部機能の整備
「ほていや」は1951年（昭和26年）には仕入部を設置してチェーン本部機能を整え始め、1953年（昭和28年）に古川政次郎が経営していた会社も経営統合し、1958年（昭和33年）には全店一括の仕入部を設置するなど体制整備を進め、東海道を結ぶチェーン展開を目指していった。
そして、呉服の専門店から品ぞろえを広げるため、1958年（昭和33年）に洋品売り場を開設した。
1963年（昭和38年）10月に本社ビルとして「ほていやセンタービル」を開設した。
これに対して、「西川屋」は1963年（昭和38年）2月21日に資本金2500万円で「株式会社 西川屋チェン」を設立し、1966年（昭和41年）3月18日に本部・配送センターを完成させている。

### 業務提携からユニーへ
「ほていや」は1969年（昭和44年）3月11日に「松喜屋」と合併契約を締結して傘下に入れ、同月に三井物産と提携した。
これに対して、「西川屋」は同年4月に丸紅飯田と業務提携。
同年8月23日に「ほていや」と「西川屋」はタキヒヨーと共に共同仕入れ会社の株式会社ユニー（初代）を設立し、同年9月には仕入れと支払業務を同社に移管した。
その後の同年10月には「ほていや」がユニードと衣料品の海外での共同生産を開始した。
同年11月17日にほていやの不動産会社・株式会社 名浜がトヨタ自動車販売との折半出資で東名クラウン開発株式会社を設立。

### 統合・再編から上場へ

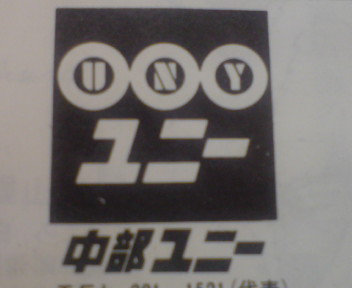
1977年（昭和52年）2月まで用いられたユニーの旧ロゴマークは、3つの丸に「U」「N」「Y」の3文字を配し「ユニー」のフォントが角張っているものを使用していた。

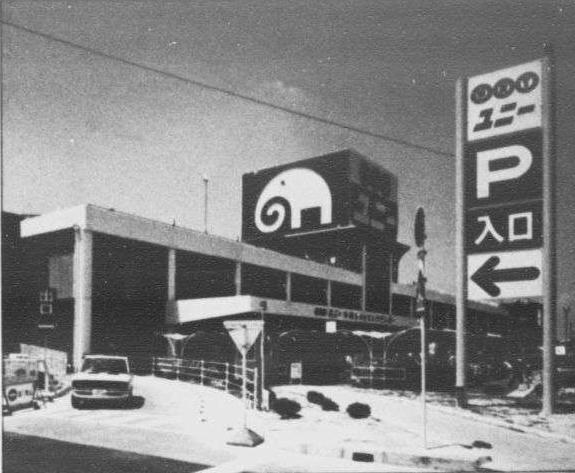
西川屋系の大型店舗はループ進入路付き立体駐車場を有することから、鼻を丸めた象のキャラクターも掲げて「ぞうさんユニー」として親しまれた。

1970年（昭和45年）2月に「ほていや」と「西川屋」はタキヒヨーと共に共同仕入れ会社の株式会社ユニー（初代）に仕入れ業務を一本化した。
1971年（昭和46年）2月21日に株式会社ユニー（初代）は「株式会社 西川屋チェン」や「新名浜株式会社」と共に株式会社 ほていや（初代）に吸収合併され、同社がユニー株式会社（2代目）となる形で経営統合した。
この経営統合時に、「株式会社 西川屋ストア」が「株式会社 東海ユニー」へ社名変更し、「株式会社 西川屋チェン」の店舗の営業を継承。
「株式会社 関東ほていや」は「株式会社 関東ユニー」に、「株式会社 中部ほていや」は「株式会社 中部ユニー」となり、引き続き店舗の営業を行った。
この経営統合後も、仕入れや本部・資本面でも西川屋系とほていや系は別になっており、「株式会社 東海ユニー」は実質的に西川屋系として営業を続け、「株式会社 中部ユニー」と「株式会社 関東ユニー」はほていや系として営業を続けた。
その為、上場による更なる発展を目指して完全に統合することとし、1975年（昭和50年）2月21日にユニー株式会社（2代目）が「株式会社 東海ユニー」のほか「株式会社 中部ユニー」と「株式会社 関東ユニー」を吸収合併した。
その間の1971年（昭和46年）2月にハウスカードの「ユニーカード」の発行を開始し、1972年（昭和47年）7月末には敷地面積約10万m2の稲沢流通センターを稼働させるなどチェーン展開を支える基盤整備を進めた。
1974年（昭和49年）4月15日には完全子会社として「株式会社さが美」を設立して、同年8月に同社に呉服部門を継承させて分社化した。
この翌年の猪飼社長達が1975年（昭和50年）に商標権を買戻し、呉服部門の拡充して保有する商標に合わせる形で1976年（昭和51年）に「株式会社 ほてい産業」が「株式会社 ほていや（2代目）」へ社名を変更。
呉服専門店チェーンの「ほていや」としてユニーから分離独立している。
1976年（昭和51年）3月に本部を名古屋駅前の桑山ビルに移転すると共に、名古屋市中区の御園座ビルにあった中部地区本部と名古屋市港区品川町にあった東海地区本部も同ビル内に移転統合。
同年8月21日にユニー株式会社（2代目）が「株式会社西川屋」と「犬山食品株式会社」のほか「名浜株式会社」と「株式会社松喜屋」を吸収合併して完全に統合した。
そして、同年12月1日に名古屋証券取引所第2部へ上場し、1977年（昭和52年）10月21日には東京証券取引所第2部にも上場し、1978年（昭和53年）8月1日には両証券取引所共に第1部に昇格した。
その間の1977年（昭和52年）2月21日に2つの金赤色の円の組み合わせたシンボルマークの使用を開始した。
東証2部に上場した直後の1977年（昭和52年）12月時点で全店舗88店のうち76店が東海3県および静岡県・北陸等の中部地方に集中して売上高でも約7割を占めるなどドミナント方式を早く進めた。
また、早くから郊外に低層型店舗を出店することでコストを抑えると共に、出店地域での自動車普及率に合わせて大規模な駐車場を確保するなど、モータリゼーションに対応した店舗展開でも業界内で先行して進めた。
この1976年（昭和51年）当時は収益力が同業他社より劣っていたこともあり、不採算店の閉鎖を進め、1980年（昭和55年）2月期には売上高でスーパー業界6位ながら利益では業界4位となるところまで収益力の改善を進めた。

### 多角化の推進
1978年（昭和53年）7月21日にアメリカの「デニーズ」と提携してドーナツ店「ウィンチェルドーナツハウス」部門を展開するライセンス契約を締結し、1979年（昭和54年）8月10日に「ウィンチェルドーナツ」1号店をユニー今池店1階に開店してドーナツ店チェーンの展開を開始した。
同年2月に「中北薬品」と提携して医薬品小売り事業に参入した。
同年4月7日に「興和」と共同出資で旅行業の「株式会社マイトラベル」を設立して旅行事業に参入した。
同年12月には米国の「ザ・サークルK・コーポレーション」と実施権許諾契約を締結し、社内に「サークルケイ・ジャパン事業部」設置。
1980年（昭和55年）3月にコンビニエンスストア「サークルK」1号店の島田店を開店し、同年9月にはフランチャイズ店1号店として「サークルケイ」自由ヶ丘店を開店した。。
同年6月にオランダの「ブルーム・アンド・ドリースマン」と提携し、1981年（昭和56年）11月1日に「シーベレット事業部」を発足させ、1982年（昭和57年）3月に「シーベレット」1号店を出店した。
同年12月にアラタマ店内に大型の文化教室を開設して文化教室事業に参入した。
同年1月に「コンピューカードインターナショナル」と提携してCUCプロジェクトを発足させ、1984年（昭和59年）9月に「オネストバニー」を導入した電子ショッピングシステムでの試験的な販売を開始した。
1983年（昭和58年）1月には「ラブアド事業部」を発足させて情報・映像事業に参入すると共に、「日本通運」や「西濃運輸」と提携して引越事業に参入した。
同年4月20日にはヤング女性向けタウン誌「ぽっちぽっち」を創刊して情報誌事業に参入した。
同月には総合レンタル事業に参入した。

### プライベートブランドの開発
1979年（昭和54年）8月29日に初のプライベートブランドとして「EV」の販売を開始したのを皮切りに、1981年（昭和56年）9月1日には EVより1ランク上のプライベートブランドとして「サンテラス」の販売を開始した。
1984年（昭和59年）2月にプライベートブランド「ベタ&マダ」の販売を開始した。
1985年（昭和60年）3月にプライベートブランド「レミオーレ」の販売を開始し、同年1985年（昭和60年）8月10日に一宮店にインストア1号店を開設して発売開始し、同年9月にはプライベートブランド「新生活アイ」の販売を開始した。
1986年（昭和61年）3月にプライベートブランド「リートレビノ」の販売を開始した。

### 新業態の開発と業態転換
1983年（昭和58年）11月12日にユニー福井店を改装してファッションビル「ポアンカ」として都市型店舗の新業態の1号店として新装開店したのを皮切りに、同年12月16日にはユニー豊田店の増床・改装して新業態・「ギャラリエアピタ」として「APiTA」業態の1号店とするなど新業態への転換を始めた。
1984年（昭和59年）4月21日にユニー豊橋店を改装して新業態・「ハートスタッフ豊橋」として新装開店し、1985年（昭和60年）11月21日には新業態・「生活創庫アピタ」名古屋駅店を開店するなど新業態の店舗展開を進めた。
これらの新業態のうち、「アピタ」は1980年代の主力業態となっていった。

### クレジットカードの拡充
1983年（昭和58年）12月にヤング向けの「ウィンドクラブカード」の発行を開始したのを皮切りに、1984年（昭和59年）4月には「アピタカード」の発行を開始した。
1988年（昭和63年）9月21日にはミリオンカードサービスと提携し、世界中で利用可能な国際クレジットカード「UNYグループカード」の発行を開始するなどカード事業の拡充を進めた。

### 専門店の開発
1984年（昭和59年）7月に「寿安事業部」を分離独立させて「株式会社モリエ」として子会社化したのを皮切りに、同年12月に路面店1号店を銀座に開店した。
同月に「株式会社パレモ」を設立し、1985年（昭和60年）2月に同社に営業を譲渡して子会社化してインショップからの自立を図った。
同年5月10日に「株式会社アイフク東海」を設立し、同月に靴専門店「株式会社エリナス」を設立して子会社化した。
1986年（昭和61年）1月に「株式会社トムトム」を設立
同年6月に家電販売で第一産業と提携し、同年7月12日に「サンテラス刈谷」の家電売り場を改装してフランチャイズ店「ダイイチバルサ」1号店として刈谷店を開設した。

### 家田社長への交代と経営再建
1993年（平成5年）2月期に2期連続の減益に陥ったこともあり、同年5月28日に子会社のユーストアから家田美智雄が社長に就任。
経営再建のために社長に就任した家田は、ローコスト経営への回帰を目指すため、本部人員を1,800人から1,100人へ削減するなど組織の簡素化を進めた。
そして、賃料削減によるコストダウンを図るため、1993年（平成5年）11月1日に本部を愛知県名古屋市中村区から愛知県稲沢市の配送センター内にあった「什器倉庫」を改造した建物に移転し、1995年（平成7年）6月1日には本社を稲沢市に移転して本部と一体化した。
同様に東京本部も横浜市の自社が保有する旧大口店跡に移転したほか、静岡本部と北陸本部も賃料の安い物件への移転を実施した。
また、不良在庫の処理も進めた。
さらに、約85億円の累積損失を抱えたセントラルケーブルテレビの他、ラブアドやイーシーディー、コンピューカード・ジャパンやマイクロエージ・ジャパンなどの多角化を目指して進出した情報産業の事業からの撤退も進めた。
1980年代の主力業態となっていった「アピタ」が高コストで損益分岐点が高止まりしていたことから経費抑制を進め、「アピタ」の新規出店を凍結した。
着手していた出店計画についてもバブル崩壊後の状況に合わせた賃料見直し交渉を進めるなど出店コスト引き下げを図った。
しかし、一方では、店長を職住近接となるよう異動させ、地区本部に商品部を設置するなど地域に密着した営業を目指して現場への権限移譲も進めた。
同時に店舗の清掃などによる清潔さの維持や店頭在庫の管理など第一線の現場である既存店の競争力を図った。
こうした改革で経費削減を図ったものの、会社としての人員削減は実施せず、再建することに成功した。

### 再建完了から積極的な事業展開へ
1996年（平成8年）2月期に家田社長が再建計画で掲げた経常利益100億円を回復したことから、出店規制の緩和や価格競争などの激化に対応するためスクラップ・アンド・ビルドを含む新店舗開発などの積極的な経営戦略に転じた。
また、「アピタ」がアップスケール型GMSとして強い支持を受けていたことから構造などを見直して建築費や運営費が抑制可能な業態へ変更した上で出店を再開し、主力業態と位置付けられることになった。
1998年（平成10年）11月19日に「株式会社サンクスアンドアソシエイツ」の株式の51.08％を取得して傘下に入れ、2001年（平成13年）7月1日に「株式会社C&S」として「サークルケイ・ジャパン」と経営統合させて業界4位の大手コンビニエンスストアグループを形成した。
2000年（平成12年）2月期に既存店売上がマイナス7.3％となるなど大きく落ち込んで、創業以来初の減収となると同時に減益と再び業績が悪化した。
にもかかわらず、消費不況に伴う業績悪化で同業他社が投資を絞り込む中で過去最大の出店を行う積極攻勢を続け、2001年（平成13年）2月期中間決算でアピタの売上が約1839億円となり、約1628億円のユニー店を逆転して、主力業態となった。
2000年（平成12年）4月に「株式会社e-コンビニエンス」がネットスーパー・「おかいものねっと」を開業し、東京都（港区・目黒区・品川区・大田区・世田谷区）で生鮮食品を即日配送するサービスを他社に先駆けて開始した。
2003年（平成15年）6月21日に中京本部の店舗で、（株）トーカンと伊藤忠食品（株）に委託し、ドライ食品の一括物流を開始したのを皮切りに、同年8月18日に愛知県海部郡弥富町に「物流センター」を稼働開始し、同年10月21日には日用品雑貨や化粧品の一括配送を開始するなど物流体制の効率化を図った。
2004年（平成16年） からユニーのPBである「eプライス」商品をユーストアとサークルKサンクスで販売を開始するなど、ユニーグループの商品調達の共通化を図ることでスケールメリットを活かした資材や商品のコストダウンを進めた。
2005年（平成17年） 10月1日にアピタとユニーの制服を一新して統一してコストの削減を図った。
2006年（平成18年）1月23日に子会社の「サークルKサンクス」と折半出資で「99イチバ」を設立して生鮮強化型均一店事業に参入、同年2月17日に「99イチバ」1号店として西葛西3丁目店を開店した。

### 2000年代のユニーの特徴
2001年（平成13年）2月期決算で、食品比率51.0%で、マイカル32.1%、ダイエー35.1%、イトーヨーカ堂40.1%、ジャスコ（日用消耗品含む）46.8%、西友47.9%であった他の大手総合スーパーよりも高かった。
2000年代半ば頃までは高品質・高価格の商品をラインナップした売場展開を特徴としており、プライベートブランド商品でも同様であった。しかしその後はデフレ基調に対応し、従来の価値訴求から価格訴求へ路線転換した。
2008年（平成20年）3月25日付で日経平均225に採用された。
2008年（平成20年）4月21日、環境問題への取り組みとして食品廃棄物の発生抑制とリサイクルへの取り組み、地球温暖化防止への取り組みなどを環境大臣に約束し、環境省のエコファースト制度で業界初の認定企業とされた。また来店する児童を対象に、取引企業と共同で食育にも注力している。

### 再編からユニーグループ・ホールディングスへ

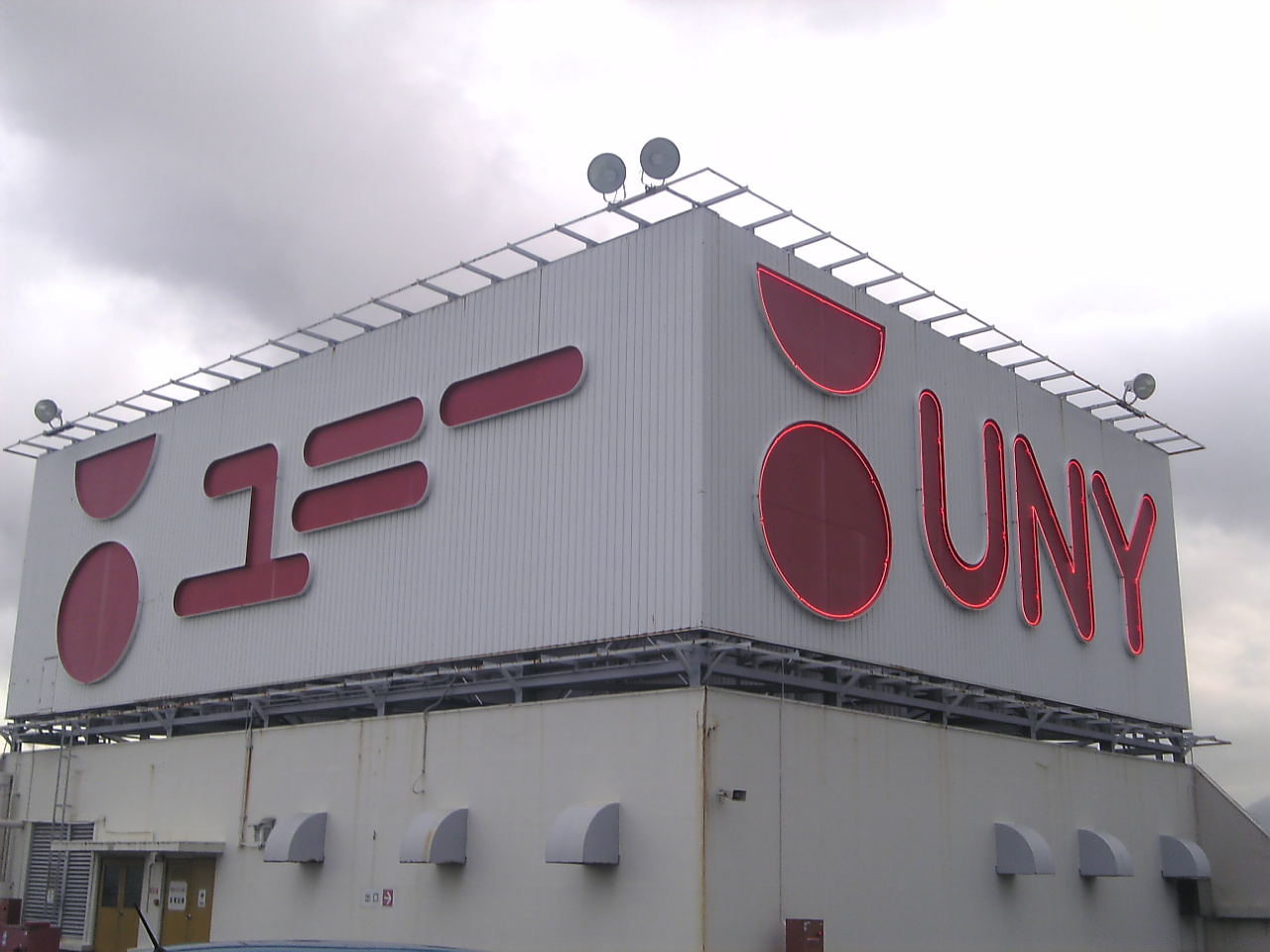
ユニーとして最後まで残っていた吉原店の看板

2004年（平成16年）9月1日に「株式会社C&S」が「（2代目）サークルケイ・ジャパン」とコンビニエンスストアの「株式会社サンクスアンドアソシエイツ」を合併。
2008年（平成20年）8月21日に、グループ会社で食品・衣料品等のスーパーを運営する「株式会社ユーストア」を吸収合併して「ユーストア」店舗の運営を引き継ぎ、2009年（平成21年）2月21日にユニー、ユーストア、アピタ食品館、ラフーズコアの名称を一部店舗を除き「ピアゴ」に統一した。
ただし、「ユニー吉原店」は店舗ブランド再編後もグループで唯一「ユニー」の屋号を掲げ営業を継続し、改修工事のため2010年（平成22年）8月17日に閉店し、ユニーの店名の店舗が消滅する形となった。
2012年（平成24年）2月21日に孫会社の「99イチバ」を完全子会社化し、同年4月26日に小型食品スーパー「miniピアゴ」1号店として池袋2丁目店を新装開店したのを皮切りに同年8月末までに全店舗を業態転換。2013年（平成25年）9月20日時点で東京都と神奈川県で74店を展開していた。
2012年（平成24年）時点での財務体質は比較的健全で、当時のユニーの社債格付けはセブン&アイ・ホールディングス、平和堂、イズミに次いだ。
2013年（平成25年）2月21日に「ユニーグループ・ホールディングス株式会社」 (英: UNYgroup Holdings Co., Ltd.) (UGHD.) として持株会社体制へ移行した。
持株会社の傘下に当社と共に「株式会社サークルKサンクス」が完全子会社化として入った。

### 伊藤忠との提携からファミリーマートとの統合へ
2006年（平成18年）1月11日に「伊藤忠商事」と商品開発・情報技術・物流・不動産開発などについて包括的な業務協力の覚書締結に合意。
2008年（平成20年）1月15日にユーストアと「サークルKサンクス」と共に、「伊藤忠商事」と「ファミリーマート」の伊藤忠グループ2社と合同で5社共同企画「からだスマイルプロジェクト」の第1弾のパンの発売を開始した。
2009年（平成21年）10月22日に「伊藤忠商事株式会社」と資本・業務提携に調印し、同社が市場でユニーの株式を3%程度取得。
経営不振に伴う経営陣の交代の発表直後の2014年（平成26年）秋から「伊藤忠商事株式会社」の仲介で「ファミリーマート」と統合に向けた水面下での協議を開始。
経営不振の責任を取って前村哲路前会長と中村元彦前社長が引責辞任し、2015年（平成27年）3月1日に佐古則男社長が正式に就任。
その直後の同月10日に「ファミリーマート」と経営統合に向けた協議開始の覚書を締結し、同年10月には「ファミリーマート」と経営統合の基本合意を締結した。
2016年（平成28年）9月1日に、「（2代目）ユニーグループ・ホールディングス株式会社」は、「（初代）株式会社ファミリーマート」と経営統合した上で同社に吸収合併されて「ユニー・ファミリーマートホールディングス株式会社」(UFHD) に社名変更。
子会社の「サークルKサンクス」はファミリーマートの事業を吸収分割し、同社は社名を、「（2代目）株式会社ファミリーマート」に変更している。

### ドン・キホーテの傘下へ
「ファミリーマート」との経営統合の交渉に入った当時からコンビニエンスストア事業の再編が主眼の合併交渉で総合スーパー事業のユニーの売却を視野に入れたものと見られていた。
2017年（平成29年）8月にUFHDとドン・キホーテホールディングスの業務資本提携が発表され、ドン・キホーテHDはユニーの発行済み株式の40パーセント (%) を秋に、60%を2019年（平成31年）1月4日に282億円でそれぞれ取得。
そのため、2019年（平成31年）1月4日にユニーはドン・キホーテHDの完全子会社となった。2019年（平成31年）9月に、ユニー・ファミリーマートHDは社名を株式会社ファミリーマート（3代目）に変更した。ファミリーマートとの経営統合・再分離は、ファミリーマート (企業)も参照。
2020年（令和2年）12月には、食の殿堂ユーストアとしてユーストアの屋号が復活している。

## 沿革

### 前史
- 1912年（大正元年） - 愛知郡下之一色村（現：名古屋市中川区下之一色）で西川長十が、履物店を開業[10]。
- 1927年（昭和2年） - 古川政次郎が、横浜市伊勢佐木町で「古川モスリン店」を開業[20]。
- 1928年（昭和3年） - 西川屋、履物製造販売業を譲渡し名古屋市港区築三町へ移転。西川呉服店開業
- 1949年（昭和24年）12月 - 「株式会社西川屋」を設立[25]。
- 1950年（昭和25年）3月13日 - 資本金50万円で[24][1]「株式会社 ほていや呉服店」を設立し[25]、同月17日に大須・万松寺通りに「ほていや万松寺店」を開業[23]。
- 1951年（昭和26年） - 「株式会社 ほていや呉服店」が仕入部を設置してチェーン本部機能を開始[26]。
- 1953年（昭和28年） - 「株式会社 ほていや呉服店」が古川政次郎が経営していた会社を経営統合[26]。
- 1957年（昭和32年） - 「株式会社 ほていや呉服店」が洋品部を設置、呉服に加えて洋装衣料の販売を開始
- 1960年（昭和35年）3月 - 「株式会社 ほてい商事」を設立[25]。
- 1961年（昭和36年）12月8日 - 「株式会社 ほていや呉服店」が浜松市肴町に[140]セルフサービスを導入した店舗を開業[141]。
- 1962年（昭和37年）6月 - 「株式会社 ほていや」に商号変更[25]。
- 1963年（昭和38年）2月21日 - 資本金2500万円で「株式会社 西川屋チェン」を設立[29]。
- 1965年（昭和40年）9月20日 - 「株式会社 ほていや」が傍系の「株式会社 ほてい商事」を合併[1]。
- 1966年（昭和41年）
  - 2月25日 - 「株式会社 西川屋チェン」が土岐店を開設し[142]、愛知県外へ進出[10]。
  - 3月18日 - 「株式会社 西川屋チェン」の本部・配送センターが完成[30]。
  - 10月 - 「株式会社 西川屋ストア」を設立[25]。
- 1967年（昭和42年）8月 - 「株式会社 関東ほていや」を設立[25]。
- 1968年（昭和43年）8月 - 「株式会社 中部ほていや」を設立[25]。
- 1969年（昭和44年） 
  - 3月11日 - 「株式会社 ほていや」が「松喜屋」と合併契約を締結し、傘下に入れる[31][32]。
  - 3月 - 「株式会社 ほていや」が三井物産と提携[33]。
  - 4月 - 「株式会社 西川屋チェン」が丸紅と業務提携[34]。
  - 8月23日[5] - タキヒヨーやほていやと共同仕入れ会社の株式会社ユニー（初代）を設立[6]。
  - 11月 - あかのれんとヤマダ屋、エコー百貨店が、当社と共同出資して、エフ・シー・ユニー株式会社を設立[143]。
  - 10月 - 「株式会社 ほていや」がユニードと衣料品の海外での共同生産を開始した[36]。
  - 11月17日[37] - ほていやの不動産会社・株式会社 名浜が[38]トヨタ自動車販売との折半出資で東名クラウン開発株式会社を設立[39]。
- 1970年（昭和45年）
  - 2月 - ほていやと西川屋チェンがタキヒヨーと共に株式会社ユニー（初代）に仕入れ業務を一本化[40]。
  - 2月 - 西川屋チェンが、飯田市のマルサンと四日市の銀杏屋を合併[144]。
  - 2月 - あかのれんとエコー百貨店、ヤマダ屋がエフ・シー・ユニー株式会社に営業権を譲渡し、不動産会社化[145]。
  - 5月 - 株式会社ユニー（初代）とエフ・シー・ユニー株式会社に加えて、丸正とバロー、ライコーが均等出資して中部スーパーマーケットチェーンを発足[146]。
  - 7月 - 新名浜株式会社設立[25]
  - 株式会社ユニー運輸を設立[147]。
  - 「ほていや」桜山店、中村店、今池店の[148]社員食堂の運営を「サガミチェーン」に委託[149]。

### （2代目）ユニー株式会社/（初代）ユニーグループ・ホールディングス株式会社
（初代）ユニー株式会社成立前は法人格にかかわらず#前史を参照。
- 1971年（昭和46年）
  - 2月21日 - 株式会社ユニー（初代）と「株式会社西川屋チェン」、「新名浜株式会社」が株式会社 ほていやに吸収合併され、同社がユニー株式会社（2代目）となる[25]。「株式会社 西川屋ストア」が「株式会社 東海ユニー」へ社名変更して「株式会社西川屋チェン」の店舗の営業を継承[25]。「株式会社ユニー（2代目）」となった[1]。同時に、「株式会社 関東ほていや」は「株式会社 関東ユニー」に、「株式会社 中部ほていや」は「株式会社 中部ユニー」となり、店舗の営業を継続[25]。
  - 2月 - 「ユニーカード」の発行を開始[42]。
- 1972年（昭和47年）7月末 - 稲沢流通センター（敷地面積約10万m2）が稼働を開始[43]。
- 1973年（昭和48年）
  - 2月12日 - 「中部ユニー」が本部を名古屋市中区栄1-6-14の御園会館に本部を移転[151]。
  - 2月 - 「（初代）株式会社ユーライフ」を設立[152]
  - 4月 - 「株式会社ユニーサービス」を設立[153]）
  - 12月 - 「丸紅」の仲介で、「ユニード」・「十字屋」・「忠実屋」と海外での共同買付を開始[154]。
- 1974年（昭和49年）
  - 4月15日 - 完全子会社として「株式会社さが美」を設立[44]。
  - 4月 - ヤマダ屋がエフ・シー・ユニー株式会社から撤退[143]。
  - 6月 - 「株式会社 中部ユニー」が百貨店法の規制回避のために設立した中部ラブモール・中部ユニマート・中部ユーライフ・中部デリスマートなど9社を合併[155]。
  - 8月 - 「株式会社さが美」が当社の呉服部門を継承して営業開始[45]。
- 1975年（昭和50年）
  - 2月21日 - 「ユニー株式会社（2代目）」が「株式会社 東海ユニー」のほか「株式会社 中部ユニー」と「株式会社 関東ユニー」を吸収合併[1]。
  - 2月 - あかのれんがエフ・シー・ユニー株式会社を吸収合併[143]。
- 1976年（昭和51年）
  - 8月21日 - 「ユニー株式会社（2代目）」が「株式会社西川屋」と「犬山食品株式会社」のほか「名浜株式会社」と「株式会社松喜屋」を吸収合併[1]。
  - 12月1日 - 名古屋証券取引所市場第二部に上場[2]。
- 1977年（昭和52年）
  - 2月21日 - 2つの金赤色の円の組み合わせたシンボルマークの使用を開始[50]。
  - 6月2日 - 「株式会社ユーストア」を設立[156]。
  - 10月21日 - 東京証券取引所市場第二部に上場[2]。ユーストア1号店の蟹江店を開店[157]。
- 1978年（昭和53年）
  - 7月21日 - アメリカの「デニーズ」と提携し、ドーナツ店「ウィンチェルドーナツハウス」部門を展開するライセンス契約を締結[52]。
  - 8月1日 - 東証・名証ともに市場第一部に指定替え[2]。
- 1979年（昭和54年）
  - 1月8日 - ジャスコ・イズミヤ・忠実屋・ユニードと共に開発輸入会社として「アイク株式会社」を設立[158]。
  - 2月 - 「中北薬品」と提携し、医薬品小売り事業に参入[54]。
  - 4月7日 - 「興和」と共同出資で旅行業の「株式会社マイトラベル」を設立[55]。
  - 8月10日 - 「ウィンチェルドーナツ」1号店をユニー今池店1階に開店[53]。
  - 1979年（昭和54年）8月29日[67] - 初のプライベートブランドとして「EV」を販売開始[68]。中京地区で「ユニー・クレジットカード」の取扱いを開始[159]。
  - 12月 - 米国の「ザ・サークルK・コーポレーション」と実施権許諾契約を締結し、社内に「サークルケイ・ジャパン事業部」設置[56]。
- 1980年（昭和55年）
  - 3月 - コンビニエンスストア「サークルK」1号店の島田店を開店[57]。
  - 5月[153] - ソフトウェア会社「ジャコス」と共同出資でテレホンショッピングの「アルビー」を設立[160]。
  - 6月 - オランダの「ブルーム・アンド・ドリースマン」と提携[59]。
  - 8月 - 「アイク」の共同仕入れ業務を拡大[161]。
  - 9月 - フランチャイズ店1号店として[57]「サークルケイ」自由ヶ丘店を開店[58]。
- 1981年（昭和56年）
  - 9月1日 - プライベートブランド「サンテラス」を販売開始[69]。
  - 10月 - 「靴のマルトミ」と提携[162]。
  - 11月1日 - ギフト・生活雑貨の「シーベレット事業部」が発足[59]。
- 1982年（昭和57年）
  - 1月 - 「コンピューカードインターナショナル」と提携し、CUCプロジェクトが発足[62]。
  - 3月 - 「シーベレット」1号店を出店[60]。「コンピューターシステム事業部」が発足[60]。
  - 12月 - アラタマ店内に大型の文化教室を開設し、文化教室事業に参入[61]。
  - 12月30日 - ダイエーに次ぐ業界2位の巨大小売企業になることを目指して、ニチイと翌1983年8、9月を目処に合併することを発表[163]したが、翌年に合併計画を撤回した。
- 1983年（昭和58年）
  - 1月 - 情報・映像部門の「ラブアド事業部」が発足[64]。「日本通運」や「西濃運輸」と提携し、引越事業に参入[64]。
  - 4月20日 - ヤング女性向けタウン誌「ぽっちぽっち」を創刊[65]。
  - 4月 - 総合レンタル事業に参入[66]。
  - 6月 - 「青木ヶ原高原開発株式会社」を設立[164]。
  - 8月 - 中日新聞社と丸紅との共同出資でセントラルケーブルテレビを設立[165]。
  - 8月 - 中日新聞社と丸紅との共同出資で「セントラルケーブルテレビ株式会社」を設立[165]。「オープンスクール研究会」を設立し、輸入教材販売事業に参入[166]。
  - 11月12日 - ユニー福井店を改装してファッションビル「ポアンカ」とし、都市型店舗の新業態の1号店として新装開店[77]。
  - 12月16日 -  ユニー豊田店の増床・リニューアルを機に「APiTA」の名称を初めて使用し、新業態・「ギャラリエアピタ」と名付ける[78]。
  - 12月 - ヤング向けの「ウィンドクラブカード」の発行を開始[82]。
- 1984年（昭和59年）
  - 1月26日 - 「サークルケイ・ジャパン株式会社（初代）」を設立[167]。コンビニエンスストアのサークルケイ事業を同社に移管[168]。
  - 2月 - プライベートブランド「ベタ&マダ」を発売開始[71]。
  - 4月21日 - ユニー豊橋店を改装して新業態・「ハートスタッフ豊橋」として新装開店[79]。
  - 4月 - 「アピタカード」の発行を開始[82]。
  - 7月 - 「寿安事業部」を分離独立させ、「株式会社モリエ」として子会社化[83]。
  - 9月 - 「オネストバニー」を導入した電子ショッピングシステムでの試験的な販売を開始[63]。「ライブネット」による情報サービスの提供を開始[169]
  - 12月 - 「株式会社パレモ」を設立[85]。「モリエ」の路面店1号店を銀座に開設[84]。
- 1985年（昭和60年）
  - 2月 - インショップから分離独立させ、「株式会社パレモ」として子会社化[72]。
  - 3月 - プライベートブランド「レミオーレ」を発売開始[72]。
  - 5月10日 - 「株式会社アイフク東海」を設立[86]。
  - 5月 - 靴専門店「株式会社エリナス」を設立[87]。
  - 6月21日 - CUCプロジェクトを子会社として独立させ、「コンピューカードジャパン」としての事業を開始[62]。
  - 8月10日[73] - 一宮店に[73]「私と生活」1号店を開設[74]。
  - 9月 - プライベートブランド「新生活アイ」を発売開始[75]。
  - 10月25日 - 「株式会社さが美」が東京証券取引所市場第二部に上場[44]。
  - 10月 - 「新生活アイ」1号店を開設[170]。
  - 11月21日 - 新業態・「生活創庫アピタ」名古屋駅店を開店[80]。
  - - ユニー香港設立。香港でサークルKを展開するサークルKコンビニエンスストアーズ有限公司設立。
- 1986年（昭和61年）
  - 1月14日 - パリ証券取引所に上場[171]。
  - 1月 - 「株式会社トムトム」を設立[88]。
  - 2月21日 - 「ラブアド事業部」を分離独立して「株式会社ラブアド」として事業開始[172]。
  - 2月 - 「マートスリー」を設立[173]。
  - 3月 - プライベートブランド「リートレビノ」を発売開始[76]。
  - 6月 - 家電販売で第一産業と提携[89]。
  - 7月12日 - 「サンテラス刈谷」の家電売り場を改装し、第一産業のフランチャイズ店「ダイイチバルサ」1号店として刈谷店を開設[90]。
  - 10月 - ホームセンターの「エンチョー」と提携[174]。
- 1987年（昭和62年）
  - 1月16日 - 「株式会社シーベレット」を設立[175]。
  - 6月12日 - 「ユニー香港」が初の海外店舗として香港島太古城中心のCITY.PLAZAにユニーシティプラザを出店[176]。
  - 10月 - 「セントラルケーブルテレビ」が名古屋市内でケーブルテレビの放送を開始[177]。
- 1988年（昭和63年）
  - 5月 - ホームセンターの「アトムボーイ」と資本・業務提携[178]。
  - 9月21日 - ミリオンカードサービスと提携し、国際クレジットカード「UNYグループカード」の発行を開始[42]。
- 1989年（平成元年）
  - 7月15日-11月26日 - 世界デザイン博覧会にパビリオン「ユニーグループ館・ビッ!くじら館」を出展[179][180]。
  - 12月20日 - 株式会社ユーストアが名古屋証券取引所市場第二部に上場[181]。
- 1990年（平成2年）6月 - POSの全店導入が完了[182]。
- 1991年（平成3年）
  - 3月27日 - 新業態・「雑貨創庫」大口店を開店[183]。
  - 5月1日 - 「ユーグリーン中津川ゴルフ倶楽部」をオープン[184]。
- 1992年（平成4年）
  - 2月1日 - 牛乳パックとアルミ缶の回収を一部店舗で開始[185]。
  - 2月21日 - 「ユニー稲沢物流センター」の増築部分が稼働開始[186]。
  - 7月10日-9月27日 - 富山博にパビリオン「ユニーグループ館・恐竜サーカス」出展[185]。
  - 8月3日 - 東京事務所を東京・東陽町イースト21タワーに移転[187]。
- 1993年（平成5年）
  - 8月2日 - 東京事務所を東京・東陽町から横浜市大口駅前に移転[188]。
  - 10月4日 - コンピュータ専門店「マイクロエージ・ジャパン株式会社」を解散[189]。
  - 11月1日 - 本部を愛知県名古屋市中村区から愛知県稲沢市に移転[96]。
  - 11月1日 - 「サークルケイ・ジャパン株式会社（初代）」が「ザ・サークルケー・コーポレーション」から商標権・商号・ノウハウなど日本における全ての権利を買収[190]。
- 1994年（平成6年）
  - 2月 - 「株式会社ラブアド」と「株式会社イー·シー·デー」を清算[191]。
  - 12月 - 「株式会社サン総合メンテナンス」を設立[192]。
  - 11月22日 - 「株式会社てるてる」を設立[193]
- 1995年（平成7年）
  - 2月21日 - 稲沢物流センターを「佐川急便」の業務委託へ切り替え[194]。「株式会社てるてる」が「株式会社ハンディ」と「株式会社トムトム」の子供関連事業から業務を継承して事業開始[195]。
  - 6月1日 - 本社を稲沢市に移転して本部と一体化[94]。
  - 9月21日 - フェアモール松任にホームセンター・「ユーホーム」1号店を開店[196]。
  - 登記上の本店を稲沢市に移転
  - 10月6日 - 「サークルケイ・ジャパン株式会社（初代）」が名古屋証券取引所市場第二部に上場[197]。
- 1996年（平成8年）
  - 9月11日 - 「サークルケイ・ジャパン株式会社（初代）」が東京証券取引所市場第二部に上場[167]。
  - 9月13日 - 「ジャンボエンチョー」との提携を解消[198]。
- 1997年（平成9年）
  - 9月1日 - 「サークルケイ・ジャパン株式会社（初代）」が東京証券取引所市場第一部に上場[199]。
- 1998年（平成10年）
  - 2月11日 - 「株式会社シーベレット」が「株式会社パレモ」に営業権を譲渡[200]。
  - 5月11日 - 「株式会社ユニーサービス」と「株式会社ラヴァンス」が合併[201]。
  - 7月9日 - 「ユニーカード・サービス株式会社」がマスターカードのプリンシパルメンバーとなり、マスターカード発行を開始[202]。
  - 11月19日 - 「株式会社サンクスアンドアソシエイツ」の株式の51.08％を取得して買収[101]。
- 1999年（平成11年）12月16日 - 「株式会社ユーストア」が東京証券取引所市場第二部に上場[156]。
- 2000年（平成12年）
  - 4月 - 「株式会社e-コンビニエンス」がネットスーパー・「おかいものねっと」を開業し、生鮮食品の即日配送サービスを開始[105]。
  - 5月31日 - 「アピタ食品館」1号店として富山西店を開店[203]。
  - 7月3日 - 「ときめきドットコム株式会社」を設立[204]。
- 2001年（平成13年）
  - 1月 - 「ときめきドットコム株式会社」が「サークルケイ・ジャパン」と「サンクス」の店舗にeコマース端末設置を開始[205]。
  - 7月1日 - 「株式会社C&S」として「サークルケイ・ジャパン」とコンビニエンスストアの「株式会社サンクスアンドアソシエイツ」が経営統合[102]。
- 2002年（平成14年）10月1日 - 「カネ美食品株式会社」の株式を追加取得しで持分法適用会社化[206]。
- 2003年（平成15年）
  - 6月21日 - 中京本部の店舗で、（株）トーカンと伊藤忠食品（株）に委託し、ドライ食品の一括物流を開始[106]。
  - 8月18日 - 愛知県海部郡弥富町に「物流センター」を稼働開始[107]。
  - 10月21日 - 日用品雑貨や化粧品の一括配送を開始[108]。
  - - 「生活創庫」最後の店舗である名古屋駅店を閉店し生活創庫事業から撤退。
  - 12月 - 「株式会社C&S」が「日本郵政公社」と提携しサークルKとサンクスのカウンターに郵便ポストを設置[207]。
- 2004年（平成16年） 
  - 2月 - 「株式会社鈴丹」の株式を取得し子会社化[208]。
  - 4月24日 - 奈良県大和郡山市にアピタ大和郡山店を出店し関西地方に初進出[209]。
  - 9月1日 - 「株式会社C&S」が「（2代目）サークルケイ・ジャパン」とコンビニエンスストアの「株式会社サンクスアンドアソシエイツ」を合併[117]。
  - 11月 - 食育活動の一環として「食育クッキングワゴン」の運営を開始[210]。
- 2005年（平成17年） 
  - 10月1日 - アピタとユニーの制服を一新して統一[110]。
- 2006年（平成18年）
  - 1月11日 - 「伊藤忠商事」と商品開発・情報技術・物流・不動産開発などについて包括的な業務協力の覚書締結に合意[128]。
  - 1月23日 - 子会社の「サークルKサンクス」と折半出資で「99イチバ」を設立し、生鮮強化型均一店事業に参入[111]。
  - 2月17日 - 「99イチバ」1号店として西葛西3丁目店を開店[112]。
  - 3月24日 - 福島県会津若松市にアピタ会津若松店を出店し東北地方に初進出。
  - 6月21日 - 鶏卵パックとフルーツ販売用ケースにポリ乳酸樹脂を使用したバイオマスプラスチック容器を初採用[211]。
- 2007年（平成19年）
  - 3月10日 - モール型の広域型ショッピングセンター1号店として「けやきウォーク前橋」を開店[212]。
  - 9月21日 - 環境配慮型プライベートブランド「エコオン」を販売開始[213]。
  - 10月1日 - アピタ鳴海店・アピタ緑店・ラ フーズコア滝ノ水店でレジ袋有料化を開始[214]。
- 2008年（平成20年）
  - 1月15日 - ユーストアと「サークルKサンクス」と共に、「伊藤忠商事」と「ファミリーマート」の伊藤忠グループ2社と合同で5社共同企画「からだスマイルプロジェクト」の第1弾のパンを発売開始[129]。
  - 4月1日 - 当社とユーストアやサークルＫサンクスのユニーグループ3社共通のプライベートブランド「カチアル」を発売開始[215]。
  - 4月21日 - 環境省の「エコファースト制度」に認定される。
  - 4月30日 - 大阪府を基盤とする「イズミヤ株式会社」と業務提携。
  - 5月29日 - 「アピタ長久手店」で「セルフレジ」の運用を開始[216]。
  - 8月 - 再生レジ袋の販売を開始[217]。
  - 8月21日[118] - 「株式会社ユーストア」を吸収合併[119]。
  - 11月 - 後払い電子マネー「iD」の導入を開始[218]。
- 2009年（平成21年）
  - 1月23日 - 「ピアゴ」の1号店として「ピアゴ ラ フーズコア柴田店」を開店[219]。
  - 2月21日[120] - ユニー、ユーストア、アピタ食品館、ラフーズコアの名称を一部店舗を除き「ピアゴ」に統一[121]。
  - 3月16日 - 「イズミヤ」と「フジ」と共に「共通ブランド商品」と「包装資材」の共同開発や商品調達の共同化によるコストダウンを目指した協業宣言を発表[220]。
  - 8月21日 - 「イズミヤ」とフジとの共通プライベートブランド「スタイルワン」(Style ONE) 」を発売[221]
  - 10月22日 - 「伊藤忠商事株式会社」と資本・業務提携に調印し、同社が市場でユニーの株式を3%程度取得[130]。
- 2010年（平成22年）
  - 8月17日 - 建て替えのためユニー吉原店が閉店、店舗名からユニーブランド消滅[122]。
  - 9月 - 価値訴求型プライベートブランド「プライムワン」を発売開始[222]。
  - 12月4日 - 「韓国農水産物流通公社」と業務協力約定書を締結[223]。
- 2011年（平成23年）
  - 2月3日 - 「アピタネットスーパー」を再開[224]。
  - 6月 - 「サークルKサンクス」と共に、「伊藤忠商事」と「ファミリーマート」の伊藤忠グループ2社と合同で4社共同企画「からだスマイルプロジェクト」の新ブランド「ハハのキモチ」を発売開始[225]。
  - 7月 - 創業100周年を迎える。
  - 9月26日 - 菓子のプライベートブランドを「おやつ発見」と「おつまみ発見」から「Style ONE」に切り替え[226]。
  - 11月30日 - 「優友（上海）商貿有限公司」を設立[227]。
- 2012年（平成24年）
  - 2月16日 - 子会社ユニーグループ・ホールディングス株式会社を設立。
  - 2月21日 - 孫会社の99イチバを完全子会社化[123]。
  - 6月8日 - アピタ長津田店でネットスーパーを開始し、関東地方での展開を開始[228]。
  - 9月11日 - 関連会社の「サークルKサンクス」を完全子会社化。
  - 12月14日 - ユニー初スーパーセンターの1号店として「ピアゴ可児店」を開店[229]。
- 2013年（平成25年）
  - 1月30日 - アピタ千代田橋店が「日本環境協会」の「エコマーク小売店舗」の第1号店として認定[230]。
  - 2月21日 - 子会社のユニーグループ・ホールディングス株式会社（旧）に事業を譲渡して持株会社へ移行し、商号をユニーグループ・ホールディングス株式会社（新）に変更[127]。
  - 8月31日 - サークルKサンクスを主要取引先とする米飯・惣菜製造の株式会社ナガイを完全子会社化[231][広報 7]。
  - 9月20日 - タイに「バンコク事務所」を開設[232]。
  - 10月21日 - 愛知県小牧市に共同物流拠点の「ユニーグループマザーセンター」を稼働[233]。
  - 11月21日 - 電子マネー「uniko（ユニコ）カード」の発行・利用を開始[234]。
- 2014年（平成26年）1月6日 - タッキーフーズ株式会社[注 4]が鶏肉事業部門を会社分割し、杉本食肉産業株式会社が65%、ユニー・グループホールディングスが35%出資[広報 8]した（新）タッキーフーズ株式会社へ、ブロイラー養鶏事業を移転
- 2015年（平成27年）
  - 3月10日 - 「ファミリーマート」と経営統合に向けた協議開始の覚書を締結[132]。
  - 5月 - 「アピタネットスーパー」で電子マネー「uniko（ユニコ）カード」での支払いサービスを開始[235]。
  - 10月 - 「ファミリーマート」と経営統合の基本合意を締結[133]。
- 2016年（平成28年）
  - 2月3日 - ファミリーマートと9月1日付で経営統合し、持株会社「ユニー・ファミリーマートホールディングス株式会社」を発足すること、コンビニエンス事業の屋号を「ファミリーマート」にすることを発表[236]
  - 8月12日 - 「アピタネットスーパー」で電子マネー「uniko（ユニコ）カード」のチャージ代行を開始[235]。
  - 8月29日 - 東京証券取引所・名古屋証券取引所の上場を廃止[3][237]
  - 9月1日[134] - ファミリーマートに合併してユニー・ファミリーマートホールディングス株式会社が発足し、「（2代目）ユニーグループ・ホールディングス株式会社」の法人格が消滅[150]

### （2代目）ユニーグループ・ホールディングス株式会社/（3代目）ユニー株式会社
- 2012年（平成24年）2月16日 - 「（初代）ユニーグループ・ホールディングス株式会社」が「（2代目）ユニー株式会社」の子会社として設立
- 2013年（平成25年）
  - 2月21日 - 親会社の「（2代目）ユニー株式会社」より事業を譲受し事業会社に移行。同時に商号を「（3代目）ユニー株式会社」に変更し、「（2代目）ユニーグループ・ホールディングス株式会社」の完全子会社となる
  - 10月11日 - 北欧雑貨「LAGERHAUS（ラガハウス）」の国内正規販売店として日本1号店をアピタ西大和店内にオープン[広報 9]
- 2014年（平成26年）
  - 3月13日 - 「関東プロセスセンター」を稼働し、精肉の加工作業を集約[238]。
  - 9月 - 上海市に中国本土進出1号店として総合スーパー「アピタ上海金虹橋店」を開業[239]。
- 2015年（平成27年）
  - 2月22日 - 「北陸物流センター」を稼働[240]。
  - 3月27日 - 「瀬戸プロセスセンター」を稼働し、精肉や鮮魚の加工作業を集約[241]。
  - 4月1日 - 関東事務所を全面建て替えし、「ユニーグループ・ホールディングス大口ビル」を稼働[242]。
  - 5月21日 - 関連事業本部内にアミューズメント事業部を新設[広報 10]。
  - 7月30日 - 「ユニーグループ静岡物流センター」を稼働[243]。
  - 9月16日 - 親会社のユニーグループ・ホールディングスにより、採算改善の為『アピタ』『ピアゴ』の約230店舗のうち不採算の50店舗程度を閉鎖する発表がされたと報道される[244]。
  - 12月4日 - 直営アミューズメント施設「友遊縁日」をアピタ岩倉店に開設[245]。
- 2016年（平成28年）
  - 3月17日 - 「ユーホーム」の屋号で行っていたホームセンター事業から撤退を発表[246]。11店舗のうち8店舗をDCMホールディングス傘下のDCMカーマに8月までに売却し、残る3店舗は2017年2月期中に閉店[246][広報 11]
  - 4月1日 - 新電力の「アイ・グリッド・ソリューションズ」と提携し、「UCSカード」会員を対象として、家庭向け電力市場に参入[247]。
  - 4月29日 - 「阪急ベーカリー」と提携し[248]、直営インストアベーカリー「Be-place（ビープレイス）」をピアゴ久保田店内にて約30年ぶりに再開[249][広報 12]
  - 5月20日 - 新しいコンセプトの生活雑貨ショップ「soomin（スーミン）」の1号店をアピタ四日市店内に開設[250][広報 13]
  - 5月21日 - 株式会社ユーライフを吸収合併[251][広報 14]
  - 8月9日 - GMS事業の立て直しの一環として、2019年2月末までに不採算店舗25店舗を閉鎖すると発表[252]
  - 8月14日 - ホームセンターのユーホーム嬉野店・ユーホーム大和郡山店閉店。ユーホームブランド消滅。また、ユーホーム大和郡山店については完全閉店する予定だったが、DCMダイキへ売却され、改装をした上で同年9月16日にDCMダイキ大和郡山店が開店した。
  - 8月21日 - 関連事業本部内のユーホーム事業部・夢屋書店事業部廃止
  - 9月27日 - アピタ稲沢店に「友遊カルチャーセンター」を開設し、文化センター事業に参入[253]。
  - 10月13日 - コンビニエンスストアと都市型小型食品スーパーの一体型店「ファミリーマート＋miniピアゴ」1号店の菊名駅西店を開店[254]。
  - 10月18日 - 保有する株式を投資ファンドに売却し、「さが美」と「パレモ」がユニーグループから離脱[255]。
  - 10月 - アピタとピアゴ全店舗に電子決済サービス「Apple Pay」を利用した「Suica」・「QUICPay」・「iD」での決済を導入[256]。
    - 12月末 - 運営企業の優友（上海）商貿有限公司の全株式を香港系の投資会社「聯志投資有限公司」に売却し、撤退[257]。
- 2017年（平成29年）
  - 1月6日 - 女性向けプライベートブランド「デイジーラボ」を発表[258]。
  - 3月25日 - 「テラスウォーク一宮」に「ファミリーマートサービススポット」1号店を開設[259]。
  - 6月30日 - カフェ併設の生活相談コーナー「暮らしカフェ」1号店を開設[260]。
  - 7月1日 - 内閣府より、災害対策基本法第2条第5号に基づく指定公共機関に指定[261]
  - 11月13日 - 親会社の「ユニー・ファミリーマートホールディングス」と「ドンキホーテホールディングス」（現・PPIH）との業務資本提携に伴い、MEGAドン・キホーテとユニーのダブルネーム店舗の運営を行う完全子会社「UDリテール株式会社」を設立[広報 15]
  - 11月21日 - 上記の業務資本提携に伴い、ユニーの発行済み株式の40%を「ドンキホーテホールディングス」が取得[広報 16]
- 2018年（平成30年）
  - 2月 - 「MEGAドン・キホーテUNY」1号店を開設[8]。
  - 5月1日 - 子会社のUCSを完全子会社化
  - 5月末 - 「優你香港有限公司」の発行済み全株式を「恒基兆業地産」に売却し、同時にライセンス契約を締結して同じ店名で営業を継続[262]。
  - 10月9日 - 本社を愛知県名古屋市中村区平池町のグローバルゲートに移転[広報 17]
- 2019年（平成31年・令和元年）
  - 1月4日 - ドンキホーテHDが当社株式60％をユニー・ファミリーマートHDから取得。これにより当社および子会社のUCSがドンキホーテHDの完全子会社となった[広報 6]
  - 5月 - 日本チェーンストア協会を脱退[263]
  - 11月 - 本社を愛知県稲沢市に戻す
- 2020年（令和2年）
  - 4月1日 - 子会社の99イチバの株式をG-7ホールディングスに譲渡[広報 18]
  - 4月6日 - 「アピタ」・「ピアゴ」でドン・キホーテの電子マネー「majica（マジカ）」のサービスを開始[264]。
  - 4月30日 - 「アピタ」・「ピアゴ」で電子マネー「uniko（ユニコ）カード」のサービスを終了[264]。
  - 12月4日 - 食の殿堂ユーストアとしてユーストアの店舗ブランドが復活[265][139]

## プライベートブランド
- エコオン - 環境配慮型のプライベートブランド[213]。2007年（平成19年）9月21日に発売開始[213]。
- デイジーラボ - 女性向けプライベートブランド[258]。2017年（平成29年）1月6日に発表[258]。
- スタイルワン - 「イズミヤ」とフジとの共通プライベートブランドで[221]、価格訴求型プライベートブランド[266]。2009年（平成21年）8月21日に発売開始[221]。
  - スタイルワンヘルシー - 生活習慣病予防をコンセプトにした健康志向型プライベートブランド[267]。2014年（平成26年）2月21日に発売開始[267]。
- プライムワン - 価値訴求型プライベートブランド[266]。
  - プライムワン こだわり贅沢 - 品質・付加価値を追求した価値訴求型プライベートブランド[268]。2014年（平成26年）2月21日に発売開始[267]。

### 過去に存在したプライベートブランド
- EV - 「エコノミー＆バリュー」の略で、衣食住全般の生活基礎商品を取りそろえたプライベートブランド[68]。初のプライベートブランドとして1979年（昭和54年）8月29日に発売開始[67]。
- サンテラス - EVより1ランク上のプライベートブランドとして発売した[68]。1981年（昭和56年）9月1日に販売開始[69]。
- ベタ&マダ - 子供服のプライベートブランド[68]。1984年（昭和59年）2月に発売開始[71]。
- レミオーレ - 婦人衣料・服飾雑貨のプライベートブランド[68]。1985年（昭和60年）3月に発売開始[72]。
- 私と生活 - 無印良品などと類似した路線の[269]高感度な生活向けの衣食住全般のプライベートブランド[68]。インショップでのコーナー展開から初めて単独出店も視野に入れていた[270]。1985年（昭和60年）8月10日に一宮店に[73]インストア1号店を開設して[74]発売開始した[73]。
- 新生活アイ - 日本伝統の「藍」の色彩感覚を活かした婦人衣料・服飾雑貨・住関連商品のプライベートブランド[68]。1985年（昭和60年）9月に発売開始[75]。1985年（昭和60年）10月に1号店を開設[170]。
- リートレビノ - 紳士・子供向けのスポーツカジュアルのプライベートブランド[68]。1986年（昭和61年）3月に発売開始[76]。
- プライムスポット - 20代後半から40代後半をターゲット層として、おしゃれな普段着を目指した婦人衣料のプライベートブランド[68]。1989年（平成元年）9月に発売開始[68]。
- セパージュ - ドレッシーな婦人衣料のプライベートブランド[182]。1989年（平成元年）9月に発売開始[68]。
- スーパーメックス - 紳士服のプライベートブランド[68]。
- イープライス - 汎用性が高く品質機能を重視したベーシック商品の[271]価格訴求型プライベートブランド[272]。衣料のプライベートブランドとしてスタートし、2001年（平成13年）3月10日から食品と住居関連商品も発売した[271]。
- カチアル - 品質などの価値に重点を置いた価値訴求型のプライベートブランド[272]。2008年（平成20年）4月1日に発売開始[215]。
- おやつ発見 - 菓子のプライベートブランド[226]。2010年（平成22年）9月26日から「Style ONE」に切り替え[226]。
- おつまみ発見 - 菓子のプライベートブランド[226]。2010年（平成22年）9月26日から「Style ONE」に切り替え[226]。

## 共同仕入れ
1969年（昭和44年） 10月に「株式会社 ほていや」がユニードと衣料品の海外での共同生産を開始しており、これを母体として忠実屋と十字屋が加わって丸紅が関与して共同仕入れ研究会を発足。
1975年（昭和50年）春にジャスコとイズミヤがて共同仕入れ研究会に参加し、丸紅が関わった共同仕入れ研究会を母体として共同で開発輸入の会社を設立することになり、1979年（昭和54年）1月8日に、当社とイズミヤ・ジャスコ（現・イオン）・ユニード・忠実屋（ダイエーに合併）の5社が均等出資した合弁の開発輸入商社として｢アイク｣を設立した。
しかし、1981年（昭和56年）1月にユニードが九州ダイエーと合併契約を締結したことに伴って、アイクから脱退。
1992年（平成4年）に忠実屋がダイエーと業務提携をしたことに伴って、｢アイク｣から脱退した。
当社も1999年（平成11年）7月23日付で保有していた31.74%・146,000株の株式をジャスコに譲渡して｢アイク｣から撤退した。

## 店舗
総合スーパーの大型店「アピタ」、中型・小型店「ピアゴ」などの総合GMS店舗のほか、モール型ショッピングセンター「ウォーク（ウォークモール）」、ミニモール型ショッピングセンター「ラスパ」などを運営し、GMS店舗を主力としながら、立地やターゲットとする客層ごとに店舗ブランドを使い分けている。2022年6月27日現在の店舗数は131店舗。
店舗所在地は中部地方および関東地方とその隣接県に限られ、北は新潟県と福島県から西は奈良県である。
前述の通り、開業以来、約9割弱の店舗が東海3県や静岡県等の中部地方に集中しており、中部地方以外では、ほていやの創業地である神奈川県横浜市にユニー関東事務所があるため神奈川県に比較的多かったが、近年では老朽化店舗の閉店により神奈川県内の店舗は大幅に減少している。

### ブランド一覧
ショッピングセンターは別記。

#### アピタ

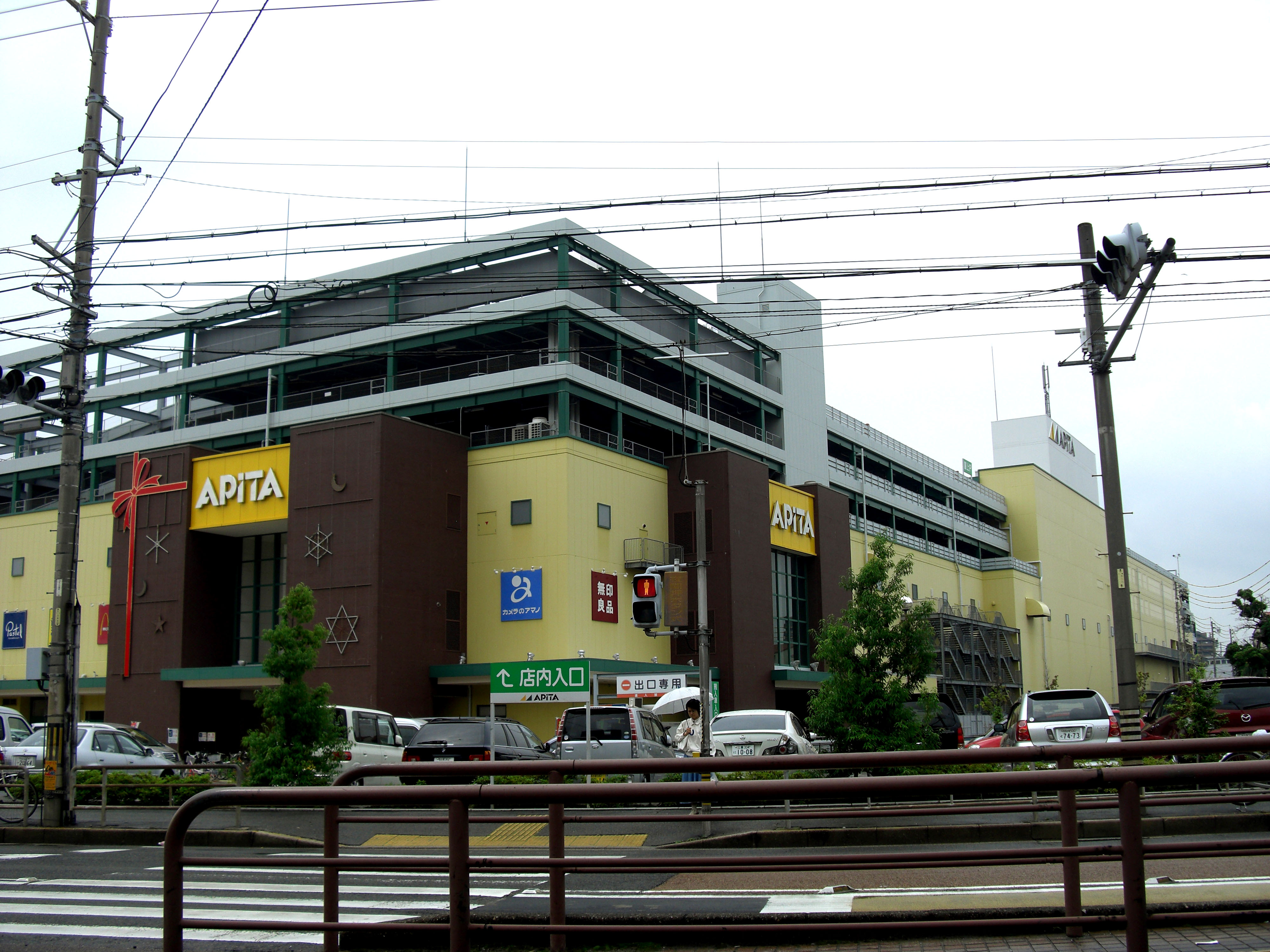
アピタ千代田橋店（名古屋市千種区）

アピタ（APiTA）の名称の由来は、イタリア語の「apice」（アピス／先端の）・「tasca」（タスカ／ポケット）の2語を足した造語。
高付加価値・高価格の商品の販売を目指して従来のユニー店よりも高級化した第2世代の主力業態となった大型GMS(総合スーパー)。
都市型の生活創庫は若者向けの業態で、地方都市型はミドル向け、郊外型はファミリー向けと、ターゲット層を分けて展開した。
1983年（昭和58年）12月16日にユニー豊田店を増床・改装した「ギャラリエアピタ」豊田店が1号店であった。

##### アピタパワー

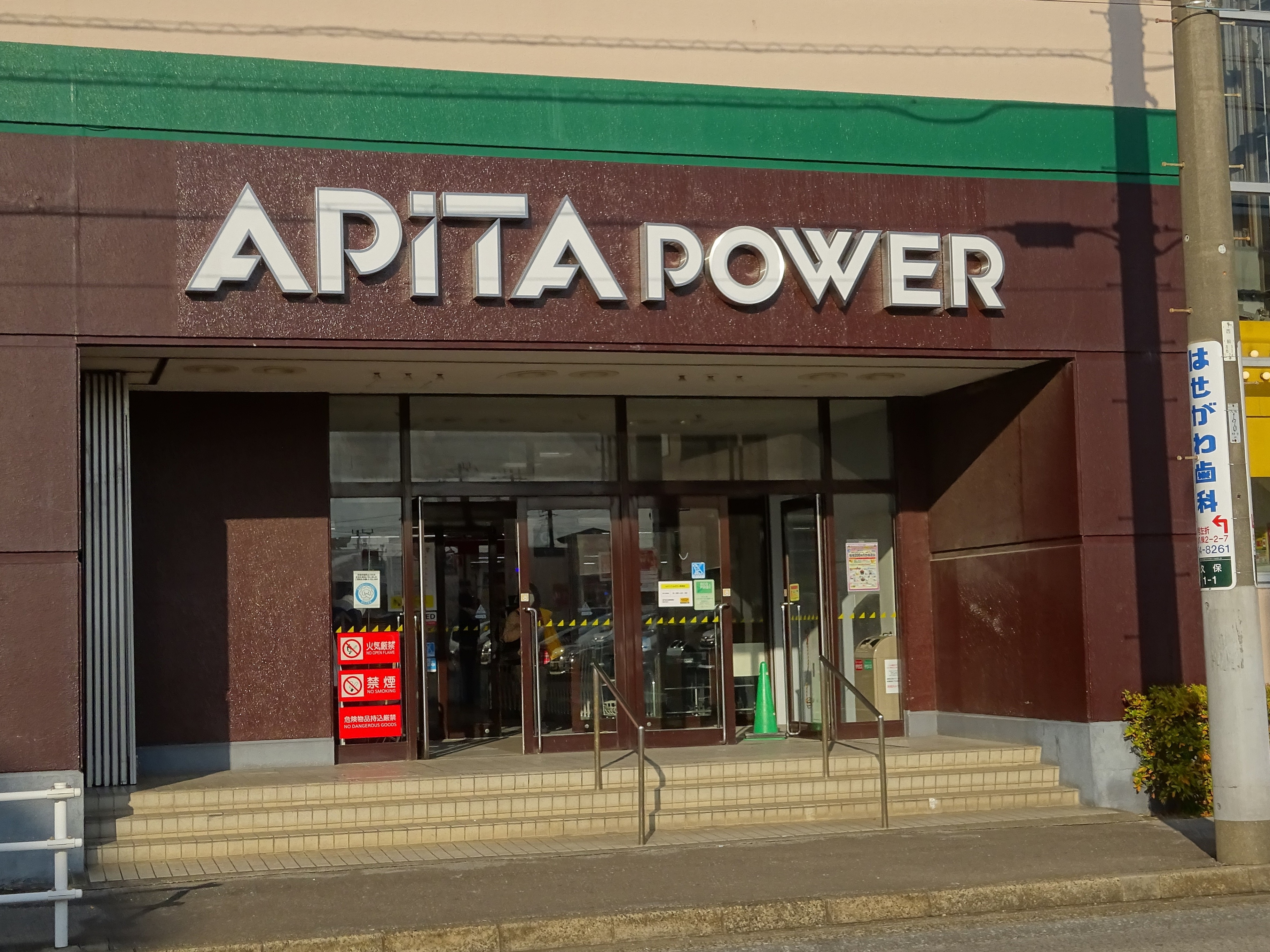
アピタパワー君津店（千葉県君津市）

アピタパワー（APiTAPOWER）は、総合スーパー「アピタ」をベースとしながら、専門量販店化した売場とメガドンキホーテなどの異業種店舗が同居する複合型ショッピングセンター。
2020年11月にアピタ岩倉店を改装し、PPIHグループの「個店主義」を加えた『アピタプラス』としてリニューアルオープンしたが1年で業態消滅した。これを軌道修正した店舗ブランドである。1号店は、アピタ新守山店を改装したアピタパワー新守山店。

#### ピアゴ

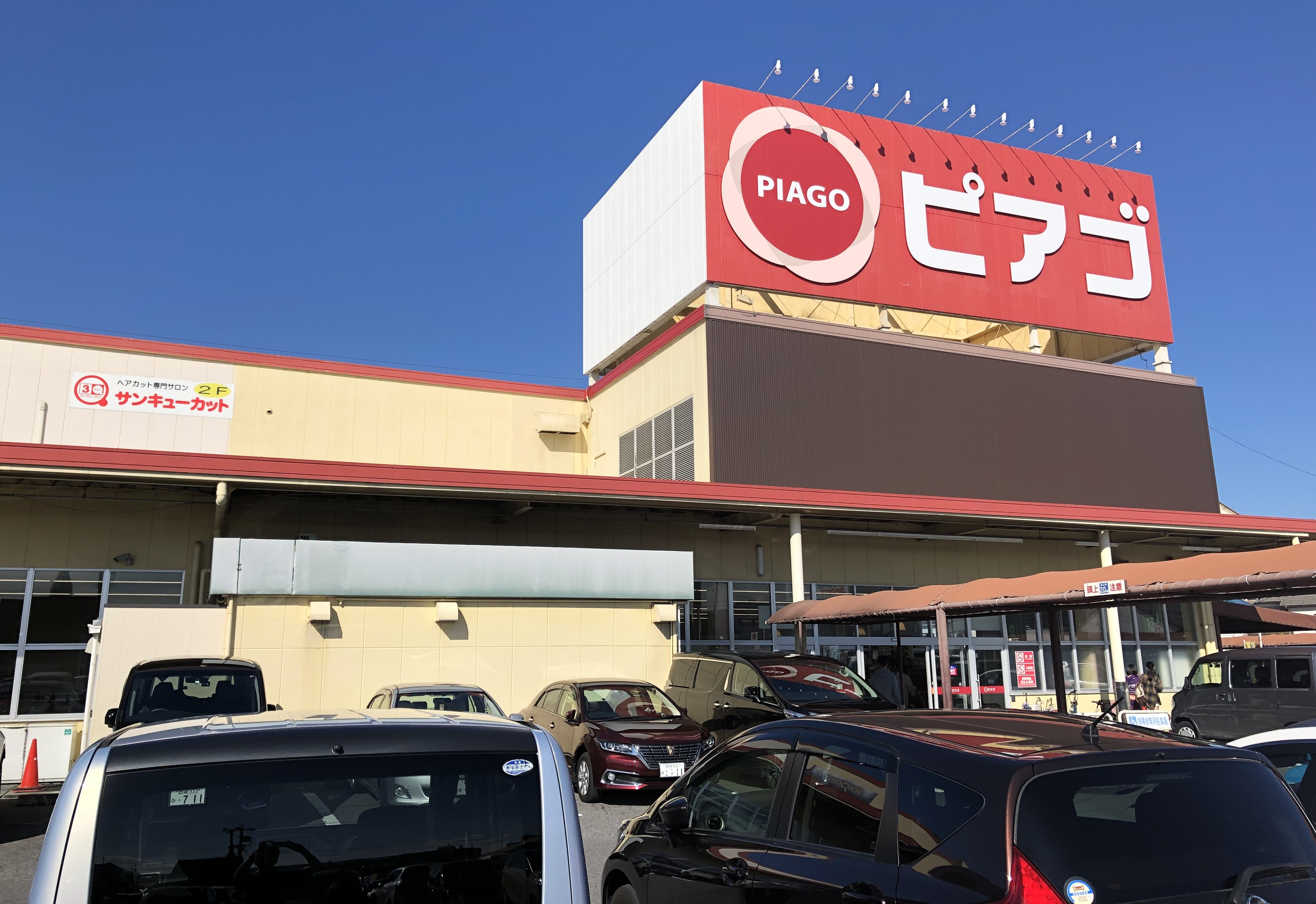
ピアゴ洞店（愛知県岡崎市）

ピアゴ（PIAGO）は、2009年（平成21年）2月21日に、旧ユニー店と旧ユーストア店、ラ フーズコア店を統合した店舗ブランドとして
誕生した。
名称の由来は、イタリア語の「piacevole」（ピアチェヴォーレ／楽しい）・「luogo」（ルオゴ／場所）の2語を足した造語。
食品を中心とした品ぞろえの中小型店舗で、
地域密着型で低価格・ローコスト志向のSM(スーパーマーケット)。
派生ブランドとして、かつて関連企業だった99イチバ（現在はG-7ホールディングス傘下）が、狭商圏小型スーパーとして、生鮮コンビニの「miniピアゴ」を東京都・神奈川県に出店している。

##### ピアゴ ラ フーズコア

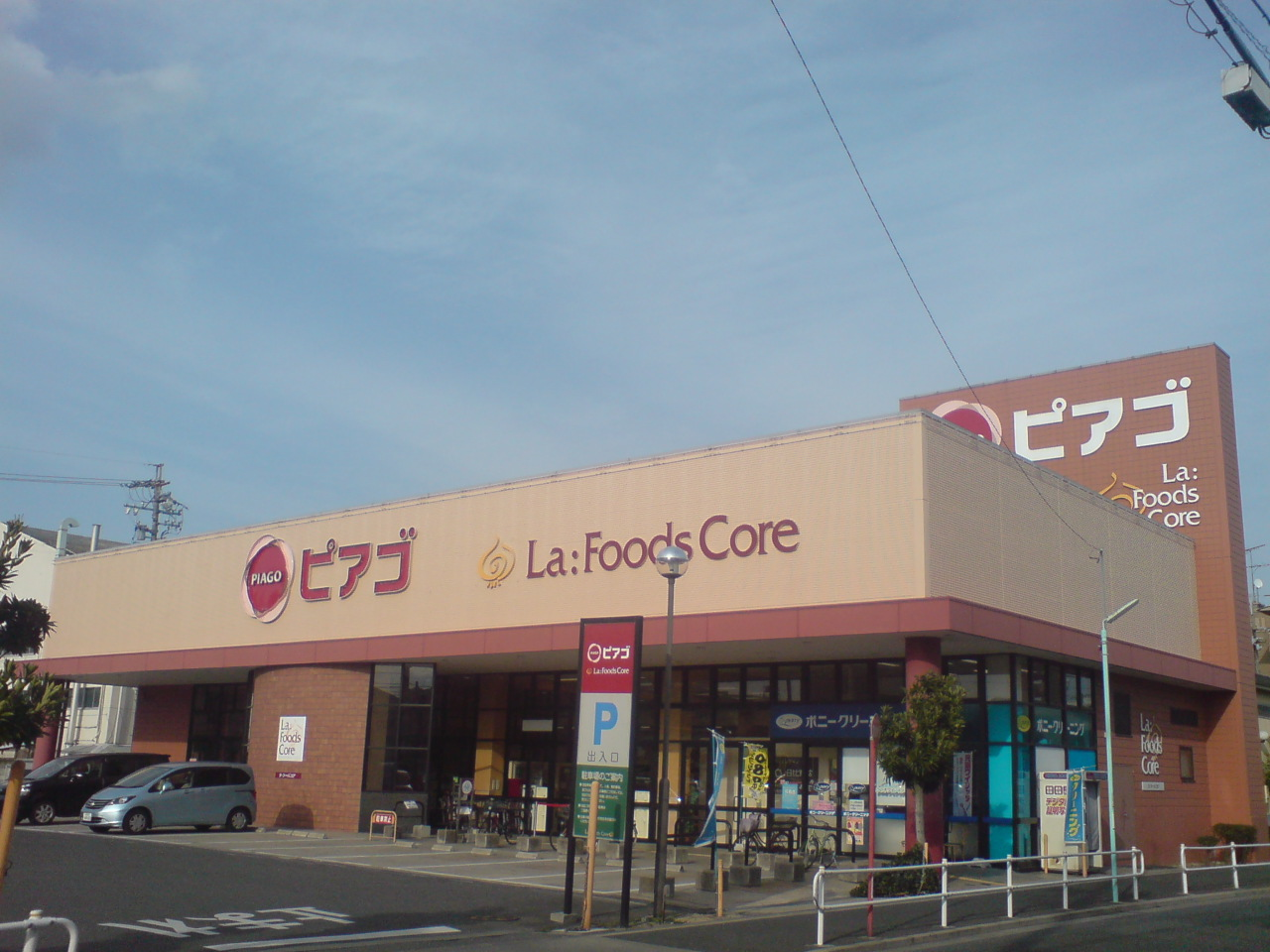
ピアゴ ラ フーズコア神野店（名古屋市熱田区）

ピアゴ ラ フーズコア（PIAGO La FoodsCore）は、主に食品に特化した300坪規模の都市型小型SM（食品スーパー）。名前の由来は、英語の「foods」（食べ物）・「core」（中心）の2語を足した上で、前に強意の声語「La」を加えた造語。2003年（平成15年）2月20日に1号店ラ フーズコア神野店をオープン。
2009年（平成21年）2月21日のブランド再編に伴い、ピアゴブランドを加えた『ピアゴ ラ フーズコア』に改称した。2017年（平成29年）9月に開店した「ラ フーズコア納屋橋店（現：MEGAドン・キホーテUNY納屋橋店）」は、ピアゴブランドを外してオープンしていた。

##### ピアゴパワー

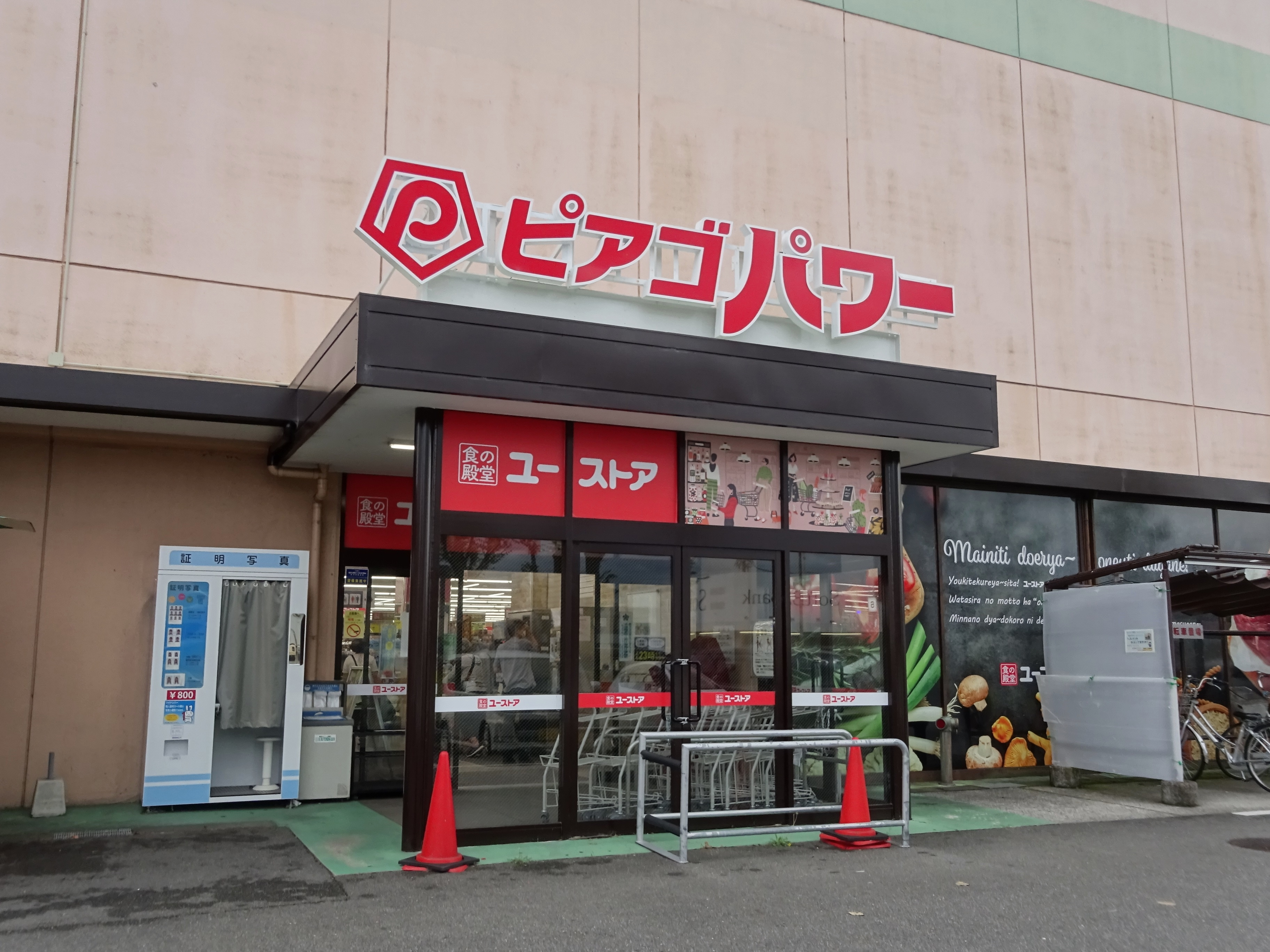
ピアゴパワー妙興寺店（愛知県一宮市）

ピアゴパワー（PIAGOpower）は、ディスカウント色をより強めた専門店の集合体とした業態。
2020年6月27日に既存のピアゴ店舗を改装し、PPIHグループの「個店主義」を加えた『ピアゴプラス』としてリニューアルオープンしたが9か月で業態消滅した。これを軌道修正した店舗ブランドである。1号店は、ピアゴプラス妙興寺店を改装したピアゴパワー妙興寺店。

##### パワースーパーピアゴ

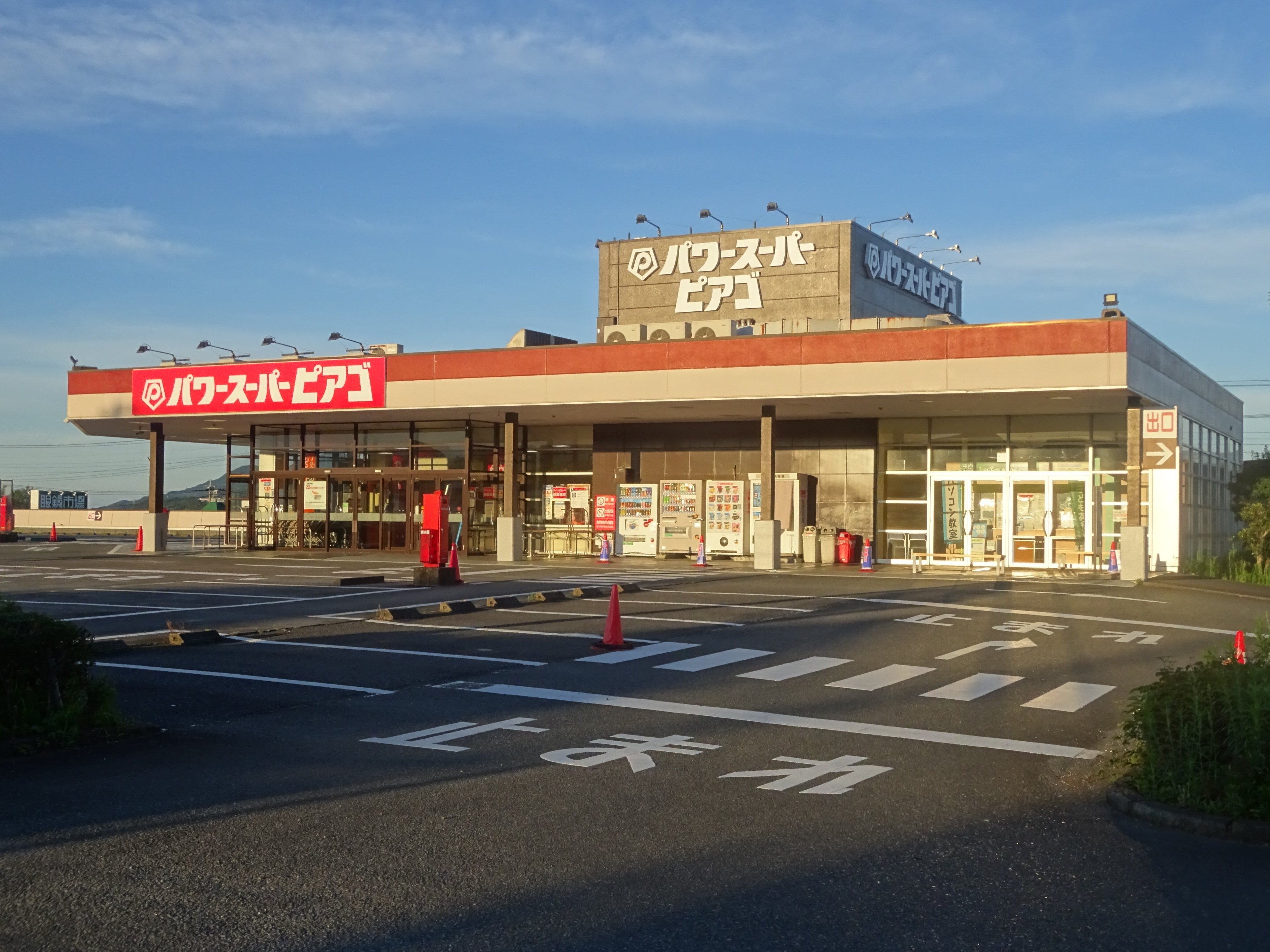
パワースーパーピアゴ富士宮店（静岡県富士宮市）

パワースーパーピアゴ（powersuperPIAGO）は、衣食住の商品をオールインワンで買い回れる、スーパーセンター型のディスカウントストアでピアゴブランドの一つ。1号店は、ピアゴ富士宮店を改装したパワースーパーピアゴ富士宮店。

#### 食の殿堂ユーストア

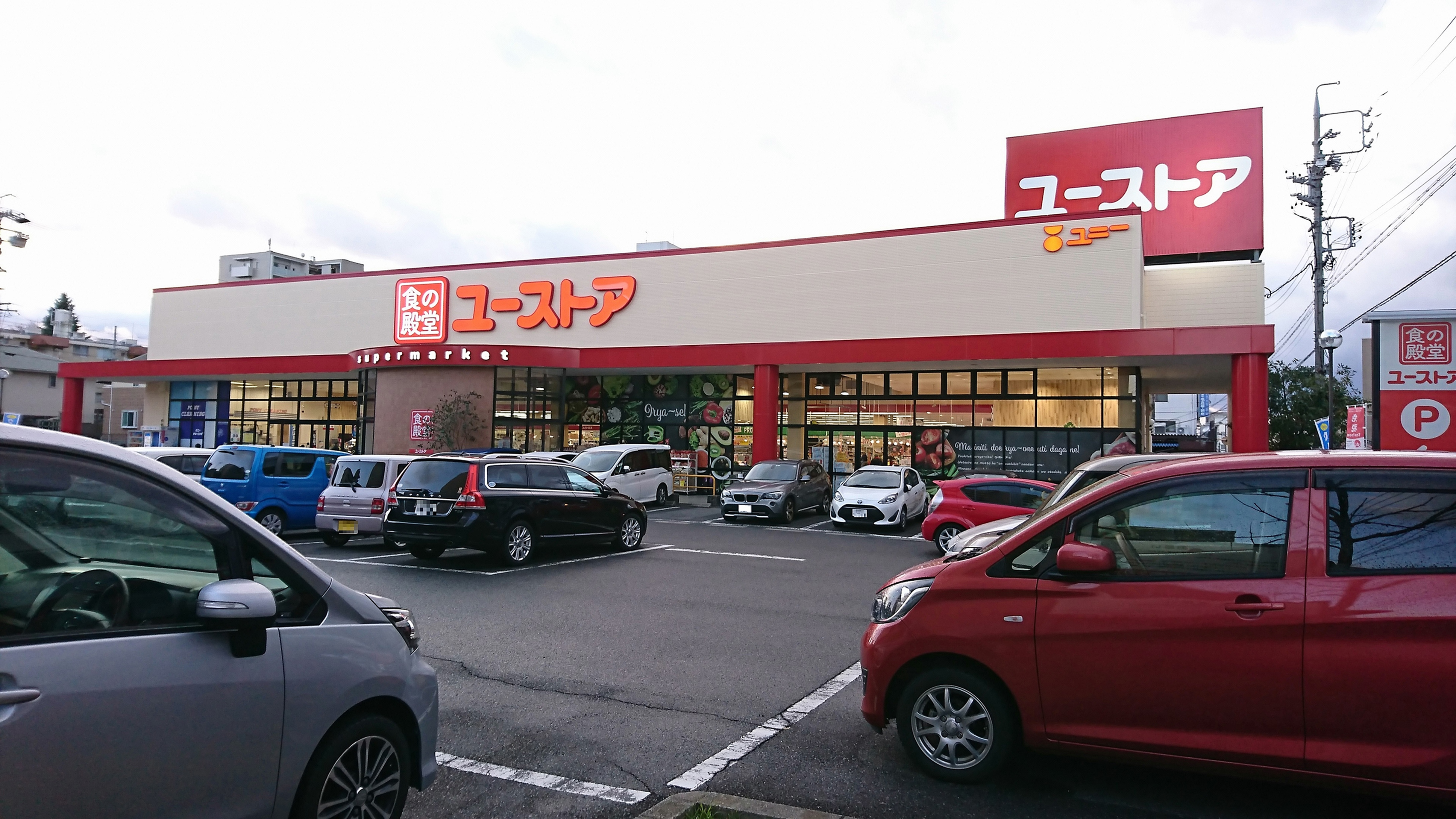
食の殿堂ユーストア萱場店（名古屋市千種区）

食の殿堂ユーストア （SHOKUNO-DENDO-U-STORE） は、2020年度に新形態のディスカウント型食料品専門店として「食の殿堂ユーストア」の名称で、11年ぶりにユーストアブランドが復活した。復活1号店はピアゴ ラ フーズドラッグ萱場店を改装した、食の殿堂ユーストア萱場店。

### かつて使用していた店舗ブランド

#### スーパー
- ユニー（UNY）- 店舗面積1,500坪から2,500坪級のスーパー[288]。かつて存在したメインブランド。順次アピタ・ピアゴに転換された[注 5]。英の"unique"．"united"．"universal"．"unity"．"unify"から命名。

- サンテラス - 店舗面積3,000坪級の大型総合スーパーで、物販のほかにスポーツ施設やサービス方式施設を持つコミュニティー店舗[288]。閉店店舗を含め計20店舗に付与された。[要出典]詳細は過去に存在したユニーの店舗#補足を参照。

- ジョイマートユニー - 日用品や総菜などを強化し、リビング用品などの取り扱いを減らしたファミリー向けの地域密着型ミニGMS業態[290]。ユニー阿倉川店を改装した「ジョイマート・ユニー阿倉川店」が1号店[290]。ユーストア標準店の規模に建て替え、もしくは改装されたユニーのミニGMS。6店舗のみ。[要出典]

- ユーストア（U-STORE）- かつてユニーの子会社であったユーストアによって、のちに同社を吸収合併したユニーによって運営された、衣・食・住の生活必需品を提供したかつてのミニGMSブランド。2009年（平成21年）に消滅。なお、2020年（令和2年）12月4日に新形態のディスカウント型食料品専門店として『食の殿堂ユーストア』の名称で、11年ぶりにユーストアブランドが復活した[265]。また、名称自体は、2025年6月20日に「ピアゴ阿久比北店」が「ユーストア阿久比北店」へと変更されたため使用されている[291]。

- ユニマート - ほていや、西川屋合併後の一時期に存在した、食料品主体のほていや系小型店。[要出典]

- ユーマート - 1972年（昭和47年）から一時期存在し、ローコスト運営を目指した西川屋系中・小型店。静岡県内で展開する「ユーマート」とは無関係。[要出典]

- ラブラ - 店舗面積1,000坪級の小型総合スーパーで、小商圏の地域密着型店舗[288]。「ラブリーライフ」から名付けられた[288]。1982年（昭和57年）6月の「日進」を皮切りに[288]、同年11月5日の「よこすか店」[292]、1983年（昭和58年）12月の東浦店が開設された[293]。いずれもユニーへ改称され後に閉店している。[要出典]。

- 雑貨創庫 - 衣料品の品揃えを大幅に減らし、食品と雑貨主体の品揃えをした新業態[294]。1991年（平成3年）3月27日に開業した大口店に用いられた[183]。東京の東陽町に2号店を開設する計画もあったが[183]、1992年（平成4年）9月3日に「生活創庫UNYイースト21」として開業し[295]、実現しなかった。なお、2020年12月より、リニューアルオープンした一部店舗の雑貨コーナーのブランドとして再び「雑貨創庫」を使用している。[要出典]

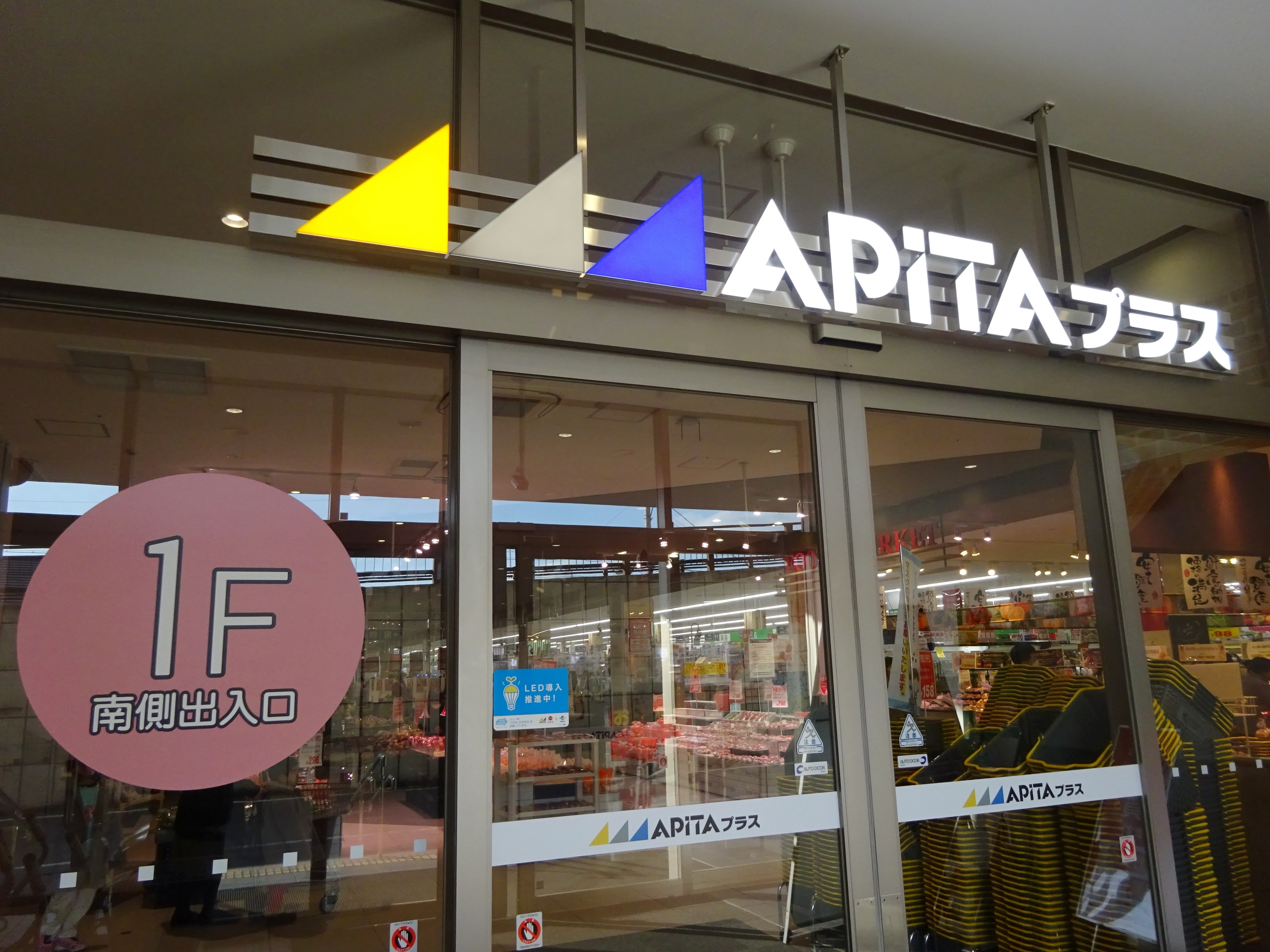
アピタプラス岩倉店（愛知県岩倉市）
現：アピタパワー岩倉店
1年で業態消滅したアピタプラスの店舗看板

- アピタプラス - 既存のアピタ店舗を改装し、売り場を専門店の集合体とした業態で、2020年（令和2年）11月27日にアピタ岩倉店を改装したアピタプラス岩倉店が1号店として開業した[296]。軌道修正したアピタパワーの誕生により1年で業態消滅した。
- アピタ食品館 - 食料品主体の店舗。5店舗のみ。[要出典]

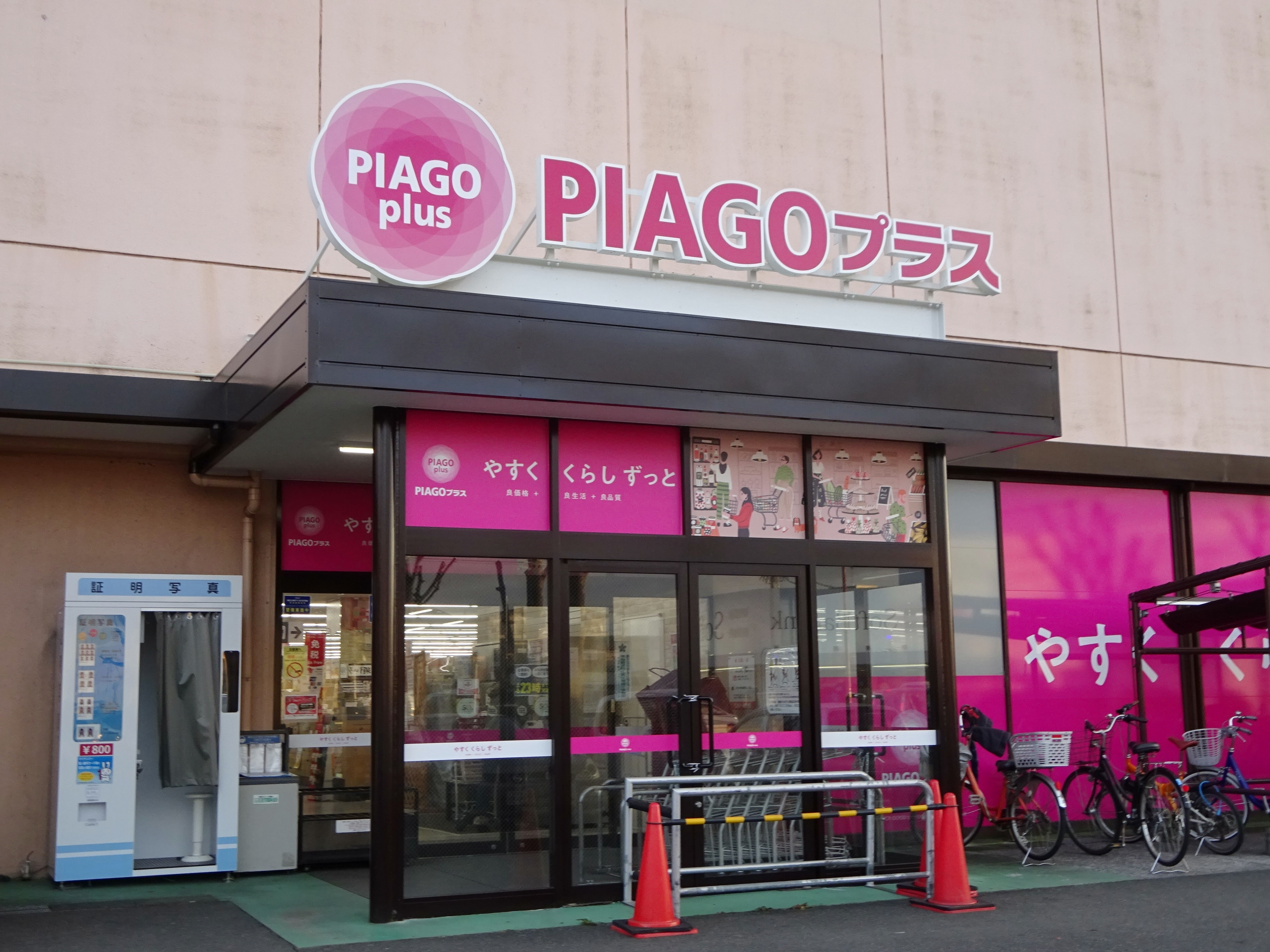
ピアゴプラス妙興寺店
現：ピアゴパワー妙興寺店
9か月で業態消滅したピアゴプラスの店舗看板

- ピアゴプラス

#### ファッションビル・専門大店
- ポアンカ - ヤング向けのァッションビル[77]。

1983年（昭和58年）11月12日にユニー福井店を改装した都市型店舗の新業態の1号店。
- ハートスタッフ - スポーツクラブを核とした[297]スポーツ&ファッションの[298]時間消費型業態[297]。1984年（昭和59年）4月21日にユニー豊橋店を改装して業態変更した[79]。また、同店のスポーツクラブ「ハートスタッフクラブ」は、当社のスポーツクラブ1号店で、同年6月に「ハートスタッフクラブ事業部」となり[299]、1985年（昭和60年）に2号店の江南、1989年（平成元年）9月1日に3号店の緑を開業した[300]。
- 生活創庫 - 百貨店テイストのファッションビル。5店舗のみ[注 6]。リサイクルショップの創庫生活館を運営していた生活創庫とは無関係。

- ユーホーム - エンチョーと提携して開発したホームセンターで、DIYや園芸・住宅設備から日用雑貨・家庭用品まで取り揃えていた[196]。1995年（平成7年）9月21日にフェアモール松任のホームセンター棟に1号店を開店した[196]。1995年（平成7年）当時の一般的なホームセンターが売り場面積約1,500m2だったが、その倍の売り場面積約3,300m2で出店していた[301]。単独出店ではなく、当社の店舗で敷地に余裕がある店舗に併設する形での出店戦略を採った[301]。2016年（平成28年）8月までにDCMへ一部店舗を売却し、残る店舗を閉鎖して撤退することになった[246]。

ユーホーム事業部

#### 外食
- ウィンチェルジャパン事業部

アメリカのデニーズと1978年（昭和53年）7月21日に提携し、ドーナツ店「ウィンチェルドーナツハウス」部門を展開するライセンス契約を締結。1979年（昭和54年）8月10日に1号店をユニー今池店1階に開店した。
稲沢流通センター内の工場で原材料を製造し、店内で味付け・型取り・焼き上げなどの主要工程を行って出来立てのドーナツの提供を目指した。

### インストアブランド
- アピタクロージング （APiTACLOTHING） - 衣料品専門店[303]。
- 暮らしカフェ - カフェ併設の生活相談コーナー[260]。2017年（平成29年）6月30日に1号店を開設[260]。
- 夢屋書店 - 1985年（昭和60年）11月に1号店を開設[304]。当時は珍しかった書籍とビデオ・CDレンタルの複合書店[305]。ゆったりとした駐車場を併設し、年中無休で夜12時まで営業していた[305]。現在は書籍コーナーのブランド名として一部アピタ・ピアゴ店舗に展開している。

#### かつて使用していたインストアブランド
- バルサ - 家電専門店[306]。
- プレイワン - スポーツ用品専門店[306]。
- 赤いシャベル - ジーンズ専門店[307]。
- 樹里亜 - 高級婦人服専門店[307]。

### ショッピングセンター

#### ウォーク

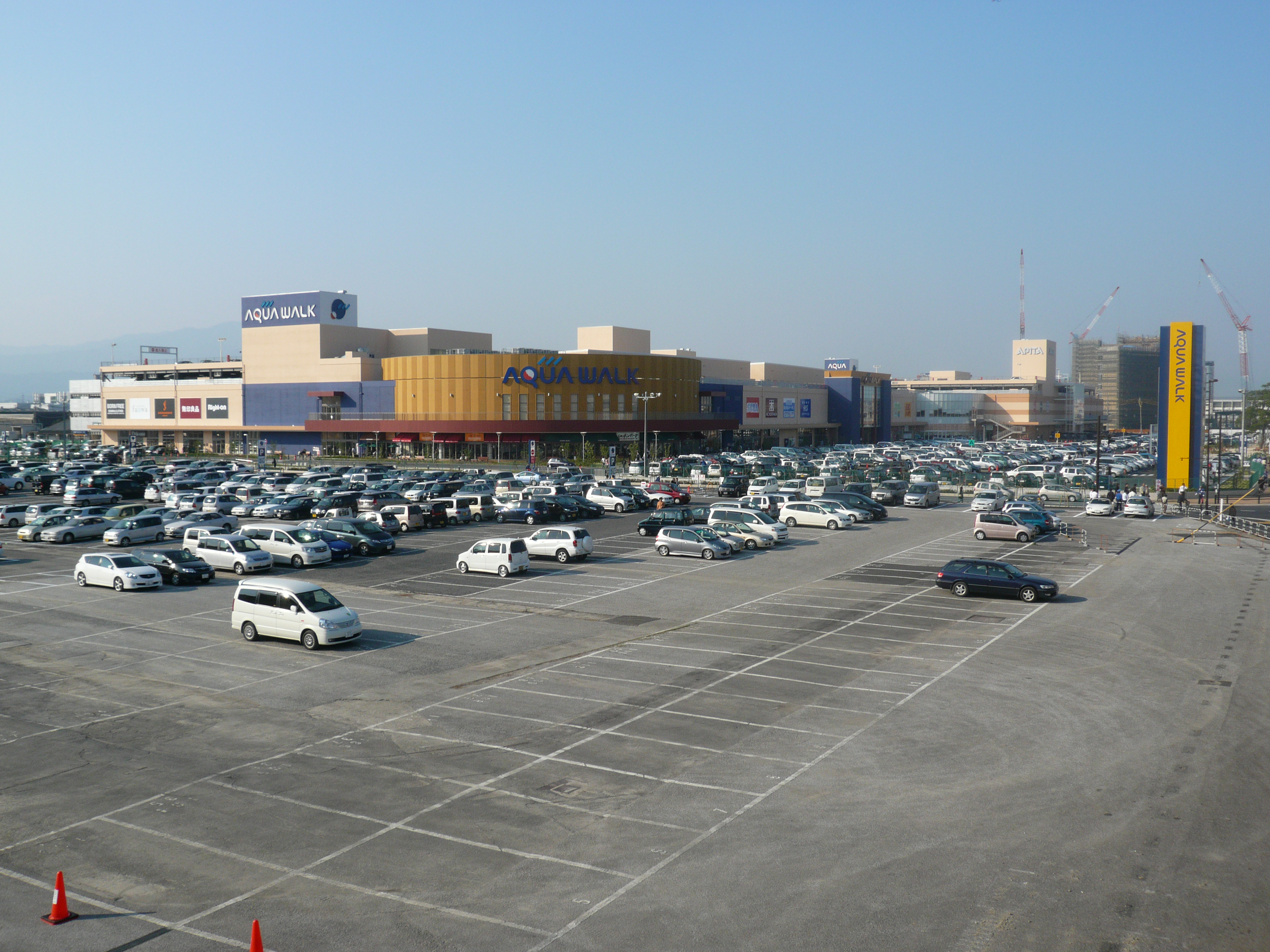
中部地方初のウォークモール
アクアウォーク大垣（アピタ大垣店）

ウォークは、モール型SC業態の店舗ブランド。アピタ、ピアゴ ラ フーズコア、MEGAドン・キホーテUNY（UDリテール運営）を核店舗として、専門店やアミューズメント施設、レストラン街などのモール街を備えた広域型複合ショッピングモールとなっている。
エアポートウォーク名古屋は、空港設備を再利用した店舗である。
当初は営業面積50,000平方メートル前後の大規模モールの名称として使われており、ウォーク型の特徴として吹き抜け構造のモールが採用されていた。2010年11月にオープンしたヒルズウォーク徳重ガーデンズ以降は方針変更により、営業面積25,000平方メートル前後の従来は「ラスパ」ブランドだった中規模モールの大きさであっても「ウォーク」を名乗るようになり、吹き抜け構造の通路が無くなるなど、同じ「ウォーク」でも構造に差が出るようになった。
| SC名称                       | 住所                   | 核店舗                                | 開業日                     |
| ---------------------------- | ---------------------- | ------------------------------------- | -------------------------- |
| けやきウォーク前橋           | 群馬県前橋市           | アピタ前橋店 ユナイテッドシネマ       | 2007年（平成19年）3月10日  |
| リバーサイド千秋             | 新潟県長岡市           | アピタ長岡店 T-JOY                    | 2007年（平成19年）4月20日  |
| アクアウォーク大垣           | 岐阜県大垣市           | アピタ大垣店                          | 2007年（平成19年）10月27日 |
| エアポートウォーク名古屋     | 愛知県西春日井郡豊山町 | アピタ名古屋空港店 ミッドランドシネマ | 2008年（平成20年）10月25日 |
| プレ葉ウォーク浜北           | 浜松市浜名区           | アピタ浜北店 ケーズデンキ             | 2008年（平成20年）11月28日 |
| リーフウォーク稲沢           | 愛知県稲沢市           | MEGAドン・キホーテUNY稲沢東店         | 2009年（平成21年）3月28日  |
| ラザウォーク甲斐双葉         | 山梨県甲斐市           | アピタ双葉店                          | 2009年（平成21年）4月25日  |
| ピオニウォーク東松山         | 埼玉県東松山市         | アピタ東松山店 ケーズデンキ           | 2010年（平成22年）3月19日  |
| ヒルズウォーク徳重ガーデンズ | 名古屋市緑区           | ピアゴ ラ フーズコア徳重店            | 2010年（平成22年）11月6日  |
| テラスウォーク一宮           | 愛知県一宮市           | アピタ一宮店                          | 2013年（平成25年）12月6日  |
| ヴェルサウォーク西尾         | 愛知県西尾市           | アピタ西尾店                          | 2014年（平成26年）3月21日  |
| ポートウォークみなと         | 名古屋市港区           | アピタ港店                            | 2014年（平成26年）11月7日  |
| ベニバナウォーク桶川         | 埼玉県桶川市           | アピタ桶川店                          | 2014年（平成26年）11月21日 |
| レイクウォーク岡谷           | 長野県岡谷市           | アピタ岡谷店                          | 2016年（平成28年）7月23日  |
| カエデウォーク長津田         | 神奈川県横浜市緑区     | アピタ長津田店                        | 2024年（令和6年）11月22日  |

#### ラスパ
ラスパは、ミニモール業態の店舗ブランド。ラスパとは、フランス語の「Raffine」（ラフィーネ：洗練された・上品な）・「Sourire」（スリール：微笑）・「Parc」（パルク：公園・広場）を合わせた造語。
| SC名称       | 住所                 | 核店舗                        | 開業日                    |
| ------------ | -------------------- | ----------------------------- | ------------------------- |
| ラスパ御嵩   | 岐阜県可児郡御嵩町   | アピタ御嵩店                  | 2008年（平成20年）9月23日 |
| ラスパ太田川 | 愛知県東海市         | MEGAドン・キホーテUNY太田川店 | 2015年（平成27年）3月20日 |
| ラスパ白山   | 石川県白山市         | ピアゴ白山店                  | 2015年（平成27年）4月24日 |
| ラスパ西大和 | 奈良県北葛城郡上牧町 | MEGAドン・キホーテUNY西大和店 | 2019年11月26日            |

#### その他
- アピタタウン - アピタのショッピングセンター型の店舗。アピタタウン稲沢（アピタ稲沢店を増床して2000年（平成12年）6月29日開設[323]）、アピタタウン金沢ベイ（「アピタ食品館金沢ベイ」を核店舗として2007年（平成19年）11月22日開業したオープンモール型ショッピングセンター[324]。核店舗は食の殿堂ユーストア金沢ベイ店）、アピタタウンけいはんな（MEGAドン・キホーテUNY精華台店）がある。

また、「アピタタウンけいはんな」は「ユータウンけいはんな」として開業した店舗をブランド再編に伴い改称した店舗。核店舗は「MEGAドン・キホーテUNY精華台店」だか、開業当時の核店舗は「ユーストア精華台店」、アピタタウン改称時の核店舗は「アピタ精華台店」であった。
- フェアモール - モール型SCに移行するまでの時期に建てられた北陸地区のショッピングセンター。[要出典]フェアモール福井（アピタ福井大和田店）、フェアモール富山（1998年（平成10年）10月16日開店、アピタ富山東店）[325]、フェアモール松任（1995年（平成7年）9月21日開店、アピタ松任店）[326]がある。ユニー恵那店（現：MEGAドン・キホーテUNY恵那店）も「フェアモール恵那」のSC名が付与されていた[327]。

#### かつて使用していたショッピングセンター名
- バザァル - 旧ユニー金沢文庫店の開店から用いられたショッピングセンター名。旧アピタ金沢文庫店の建て替えに伴い消滅した。
  - ただし、ユニー知立店（現：ピアゴ知立店）の開設時に愛知県へ「バザァル知立」のショッピングセンター名で届け出がされており、ショッピングセンター名を前面に出していないだけで完全消滅はしていない[要出典]。
- ショップランド - ユニー可児店（のちピアゴ可児店を経て、現：ドン・キホーテUNY可児店）の開店時に用いられたショッピングセンター名[328]。旧ピアゴ可児店の建て替えに伴い消滅。

### 現行店舗
現行店舗の詳細については、ユニー公式サイト「店舗一覧」を参照。

### 過去に存在した店舗・出店を断念した店舗
MEGAドン・キホーテUNYまたはドン・キホーテUNYに業態転換された店舗は「過去に存在したユニーの店舗#UDリテールに移管された店舗」を参照のこと。店舗や各種資産はユニーの兄弟会社である「UDリテール株式会社」へ移管され、同社が運営を担当。

## ネットスーパー
2000年（平成12年）1月に「株式会社e-コンビニエンス」を設立し、生鮮・加工食品・生活雑貨の会員制通信販売を行う「ネットスーパー」事業に進出。
2007年から2019年まではネットスーパー事業として「アピタネットスーパー」を展開していた。2007年に名古屋市内で1号店をサービス開始、2012年6月には首都圏1号店としてアピタ長津田店（横浜市緑区）でサービス開始し、関東地方へもエリアを拡大していった。
2019年4月時点では、愛知県25店、岐阜県2店、三重県2店、奈良県1店、石川県1店、静岡県5店、神奈川県3店、栃木県1店、群馬県1店の計41店でネットスーパーを展開していた。うち2店はピアゴ ラ フーズコアの店舗で、他はすべてアピタの店舗である。会員数は16万人（うち稼働会員は5万人）であった。
ユニーは2019年4月3日付のニュースリリースで、同年8月末をもって「アピタネットスーパー」をサービス終了すると発表。理由として「グループの経営方針変更のため」としていた。同年5月31日から順次サービス終了を開始し、8月31日までに全店でサービスを終了した。
これは同年1月にユニーがドン・キホーテHD（現：PPIH）の完全子会社化されたことに伴うもので、PPIHの大原孝治社長は「音楽で例えれば、Amazonはストリーミングやネット配信で楽しむ世界だが、ドン・キホーテはライブ会場だ。リアル店舗の魅力を高めることでネットに対抗していく」と表明。これによりユニーも親会社の戦略に従い、2018年5月末はに国内向けEC事業から撤退している。
なお、2010年8月には「アピタネットスーパー」の運営委託先である、ネットスーパー事業のシステム構築を営むネオビート（大阪市、2010年に破産）のサーバーに海外から不正アクセスがあり、クレジットカード情報が流出したことが判明、ただちにサイトを閉鎖した。その後にネオビート社への委託を解き、新たに東芝テックが開発したシステムに移行したことにより、2011年2月より順次ネットスーパー事業が再開された。

## 利用できる決済手段

### 電子マネーへの対応
2013年（平成25年）11月21日にユニーグループの独自電子マネーカード「uniko（ユニコ）カード」の発行・利用を開始
「ドン・キホーテ」の「majica」へ移行し、2020年（令和2年）4月30日に取り扱いを終了した。
- ICカード - iD（2008年（平成20年）11月利用開始[218]）、QUICPay（2016年（平成28年）10月利用開始[256]）、楽天Edy
  - 交通系ICカード - 2013年（平成25年）5月11日にKitaca・PASMO・Suica・manaca・TOICA・ICOCA・はやかけん・nimoca・SUGOCAの利用を開始[331]。（ただしPiTaPaは利用不可[331]。）
- プリペイドカード - Visaプリペイド（ココカラクラブカード等）、JCBプリペイドカード（コメリアクアカード等）、au WALLET（Masterブランド）、ソフトバンクカード、えんてつポイント&プリペイドカード（EPiCA）などが利用可能。ただしチャージはできない。おさいふPonta（JCBブランド、サービス終了）も利用可能だった。[要出典]
- Visa Touch・Smartplus - 2013年（平成25年）3月20日に取り扱い終了。[要出典]

### 商品券
詳細はこちらを参照。

## グループ会社
ここでは持株会社等の法人形態にとらわれず、ユニーグループ全体について記述する。
()は本社所在地(過去のものは当時の本社所在地)
親会社
- 株式会社パン・パシフィック・インターナショナルホールディングス（東京都渋谷区）

親会社の関連会社(兄弟会社)
- 株式会社ドン・キホーテ（東京都目黒区）

- UDリテール株式会社（東京都目黒区）
  - MEGAドン・キホーテ・UNY及びドン・キホーテUNYのダブルネーム店舗の運営。2017年（平成29年）11月13日設立。元々はユニーの100%子会社であったが、株式移動により現在は兄弟会社である。アピタやピアゴを改装の上に業態転換し、同施設・資産等は同社に移管され、同社によって運営される[広報 21]。
- 株式会社長崎屋（東京都目黒区）
- 日本商業施設株式会社（東京都江戸川区）
- 株式会社マイサポート（愛知県稲沢市）
- 株式会社パン・パシフィックインターナショナルフィナンシャルサービス（東京都目黒区）
- 株式会社UCS（愛知県稲沢市)
- カネ美食品株式会社（愛知県名古屋市緑区・JASDAQ上場）
- タッキーフーズ株式会社（愛知県小牧市）

### 過去に存在した主な関連会社

#### スーパー
- エフ・シー・ユニー株式会社（名古屋市中区栄1-6-14[332]、1969年（昭和44年）11月設立[143][332]）

あかのれんとヤマダ屋、エコー百貨店が、当社と共同出資して設立。
1975年（昭和50年）2月にあかのれんがFCユニーを吸収合併。
エビスヤも参加していた。
- 株式会社ユーストア (愛知県佐織郡佐屋町大字勝幡字五俵入2267-1[156]、1977年（昭和52年）6月2日設立[156])

2008年までミニGMS及びSMユーストアを運営し、その後ユニー株式会社(初代)に吸収合併された。
2009年にユーストア精華台店がアピタ、それ以外はピアゴに店名ブランドの変更を行い、ユーストアブランド消滅。
ただし、2020年に食の殿堂ユーストアとして店舗ブランドが復活している。
- 株式会社マートスリー（東京都港区、1986年（昭和61年）2月設立[173]）

1986年（昭和61年）2月に資本金1億円で設立され、ユーストアと同様の食品スーパーの出店を目指した。店舗展開を経ずに解散。
- 株式会社99イチバ（横浜市神奈川区）

2006年（平成18年）1月23日に「99イチバ」を生鮮強化型均一店事業に参入するために設立し、同年2月17日に1号店として「99イチバ西葛西3丁目店」を開店した。2012年（平成24年）4月26日に小型食品スーパー「miniピアゴ」1号店として池袋2丁目店を新装開店したのを皮切りに同年8月末までに全店舗を業態転換した。2013年（平成25年）9月20日時点で東京都と神奈川県で74店を展開していた。
2020年（令和2年）4月1日に株式会社G-7ホールディングスに売却し、PPIHグループ及びユニーグループから離脱した。現在は本社を神奈川区から港北区へ移転をして、株式会社G-7リコス・ストアズ社名変更している。登記上の本店は兵庫県神戸市のG-7ホールディングスの本部に所在。
- 株式会社ピアゴ関東（横浜市神奈川区）

スーパーマーケット事業。2014年6月14日設立。スーパーマーケット「ベンガベンガ」8店舗を首都圏で事業展開。当時のユニーグループホールディングス株式会社の連結子会社であった、株式会社ナガイのスーパーマーケット事業部を分社化し、ユニーの子会社として同年10月1日事業開始。
- - 2017年11月1日、京都を中心に食品スーパー「フレスコ」を展開する株式会社ハートフレンドがピアゴ関東の全株式を取得し、株式会社フレスコ関東を設立。ユニーファミリーマートホールディングス内から離脱した。
- 株式会社富山アピタ（富山市上袋100[335]）

1985年（昭和60年）8月23日設立の完全子会社。昭和製袋（現・昭和パックス）旧富山工場の跡地に1987年（昭和62年）10月22日に開店した富山南ショッピングセンターの核店舗である「アピタ富山店」の運営を行っていた。1994年（平成6年）8月21日にユニー本体に営業の全部を譲渡し清算。

#### コンビニエンスストア
- 株式会社サークルKサンクス（東京都中央区）

コンビニエンスストアを運営。登記上の本店は稲沢市。同社は旧株式会社ファミリーマートと合併した際、社名を株式会社ファミリーマート(二代目)に変更し、ファミリーマートを展開。2019年に持株会社のユニー・ファミリーマートホールディングスが事業会社に戻ることになり、社名を変更するために吸収合併をして解散。店舗としてはファミリーマートへブランド名変更を行い、引き続き営業をしているが、一部の店舗はブランド変更することなく閉店している。

#### 専門店
- 株式会社さが美（神奈川県平塚市）

呉服・毛皮・宝石・レディスファッションなどの専門店を運営。
2016年（平成28年）10月18日にユニーグループ・ホールディングスは保有するさが美の株式をアスパラントに売却し、ユニーグループから離脱した。
- 株式会社モリエ（愛知県稲沢市）

婦人服店。1984年（昭和59年）7月に寿安事業部を分離独立させ、子会社化。98店舗。
- 株式会社パレモ（愛知県稲沢市、1984年（昭和59年）12月設立）

ジュニア·ヤングの婦人衣料専門店。160店舗。
1985年（昭和60年）2月にインショップから分離独立させ、子会社化した。
2016年（平成28年）10月18日にユニーグループ・ホールディングスは保有するパレモの株式を投資ファンドのフェニックス・キャピタルに売却してユニーグループから離脱した。
- 株式会社鈴丹（名古屋市昭和区）

東京証券取引所1部上場。ヤングレディースカジュアル衣料・ファッション雑貨専門店。1949年（昭和24年）6月創業。2004年（平成16年）2月に第三者割当増資によりユニーの連結子会社となる。2012年（平成24年）2月21日をもってパレモに吸収合併された。
- 株式会社東京インセンス（東京都港区）

かばん・アクセサリー専門店。20店舗。レディース向けの鞄・アクセサリーを扱ったインセンス事業部を1985年（昭和60年）10月に独立させ、子会社化する。翌年路面1号店を横浜市中区元町に開店。
2005年（平成17年）8月、株式会社パレモに営業譲渡され、同社雑貨事業部の一部門として、インセンスのブランドで店舗展開している。
- 株式会社ラフォックス（愛知県稲沢市）

紳士服店。62店舗。
カジュアル紳士服専門店。ラフォックス事業部を独立させ、1985年（昭和60年）3月子会社化する。ユニー・アピタ店内のテナントとして、独立店舗もあったが、2009年（平成21年）2月20日をもって会社清算された。
- 株式会社アルモ（名古屋市中村区）

独立型紳士服専門店。1985年（昭和60年）6月設立。スーツを主体に扱ったが、青山商事など同業の台頭で早々に撤退、会社清算した。1号店はアルモ尾張旭店（愛知県尾張旭市）
- 株式会社アイフク（東京都港区高輪3-26-33[342]）・ 株式会社アイフク静岡（静岡市葵区呉服町2-1-5[342]）

1985年（昭和60年）7月設立。コンピューターシステムとレーザーカッター裁断によるオーダースーツの外販事業を手がけた。
- 株式会社アイフク東海（名古屋市東区、1985年（昭和60年）5月10日設立[86]）

職域販売を中心にしたオーダースーツの外販事業を手がけた。
- 株式会社トピオ→株式会社ディーポ（東京都港区）・ 株式会社トピオ東海（名古屋市中村区）

ジーンズ専門店。50店舗。
ボトム衣料中心に扱った赤いシャベル事業部を独立させ、1985年（昭和60年）8月子会社化する。ジーンズショップDEPOTを展開した。関東地区はトピオ、中京地区はトピオ東海が担当した。
株式会社トピオは株式会社ディーポに商号変更したのちに株式会社あかりに営業譲渡。
- 株式会社あかり（愛知県稲沢市、1992年（平成4年）2月21日設立）

カジュアルファッション専門店。37店舗。株式会社トピオ東海（29店舗）・株式会社ディーポ（16店舗）から業務を継承する。主にユニー、アピタ店のテナントとして出店していた。
- 株式会社てるてる（愛知県稲沢市、1994年（平成6年）11月22日設立[193]）

ベビー関連商品・子供服専門店。25店舗。
1995年（平成7年）2月21日に「株式会社ハンディ」と「株式会社トムトム」の子供関連事業から業務を継承して事業開始。路面店とインショップとして出店していたが、株式会社あかりと共に2001年（平成13年）2月に会社清算された。
- 株式会社トムトム（名古屋市中村区、1986年（昭和61年）1月設立[88]）

おもちゃから大物雑貨まで扱う郊外型専門店として出店した。9店舗。
1986年（昭和61年）8月7日に1号店として蟹江店（海部郡蟹江町）を開店した。
1995年（平成7年）2月21日に「株式会社てるてる」に事業譲渡して清算されることになった。
- 株式会社ハンディ（東京都港区、1985年（昭和60年）11月設立）

子供服店。5店舗展開した。
1995年（平成7年）2月21日に「株式会社てるてる」に事業譲渡して清算されることになった。
- 株式会社エリナス（東京都港区、1985年（昭和60年）5月設立[87]）
  - 靴専門店[87]。エリナス事業部を独立させ、子会社化。小田原市内を始めに関東地区で4店舗ほど展開したが、効率の面から早々に親会社に吸収された。[要出典]
- 株式会社シーベレット（愛知県稲沢市[200]、1987年（昭和62年）1月16日設立[175]）

パーソナルギフト専門店。1980年（昭和55年）6月にオランダのブルーム・アンド・ドリースマン社と提携し、1981年（昭和56年）11月1日にギフト・生活雑貨を扱うシーベレット事業部が発足。1982年（昭和57年）3月に横浜市金沢区のユニー金沢文庫店内に1号店を出店。30店舗。
1998年（平成10年）2月11日に「株式会社パレモ」に営業権を譲渡。同社雑貨事業部の一部門として、シーベレットのブランドで店舗展開している。
- 株式会社ハーツ（愛知県稲沢市）

ドラッグストア。39店舗。
中北薬品の販売会社のハーツに40%出資して1971年（昭和46年）2月に設立。1979年（昭和54年）に完全子会社化。2004年（平成16年）2月親会社ユニーに吸収合併され、テナント店を引き継ぐとともに路面店はすべて撤退し、それらは現在、スギ薬局が後継として改装開店している。路面1号店はハーツ下之一色店（名古屋市中川区、1979年12月オープン）。移転前の本社はハーツ高畑店内（同中川区、1982年11月26日オープン）。
- 株式会社バルザ

家電を担当していたバルザ事業部が、広島の大手家電店・第一産業（現在のエディオンの母体）と、1986年（昭和61年）6月に家電販売で提携。
1986年（昭和61年）7月12日に「サンテラス刈谷」の家電売り場を改装し、第一産業のフランチャイズ店「ダイイチバルサ」1号店として刈谷店を開設。同年内に太田川店と知立店、東浦店の家電売り場をダイイチバルサへ転換した。
当初は5店舗の予定であったが、一時期60店舗まで拡大した。
ダイイチとの提携期限が切れた1994年（平成6年）2月17日にバルザ呉服町店を除き、株式会社バルザに移管する。バルザ事業部単独でも1990年6月に家電量販店バルザ大島店（射水郡大島町）を開店させている。
- 株式会社マイクロエージ・ジャパン（名古屋市中村区、1986年（昭和61年）3月28日設立[349]）

1986年（昭和61年）2月27日に米国マイクロエージ社とライセンス契約を締結してユニー100%出資で設立。パソコンのハード・ソフト販売をフランチャイズで展開。1号店はマイクロエージ・栄（名古屋市中区）。岐阜（1987年（昭和62年）5月）・岡崎（1987年（昭和62年）9月3日）・静岡にも出店したのち、1993年（平成5年）10月4日解散。
- 株式会社サンリフォーム（愛知県稲沢市）1992年(平成4年)12月21日設立、2020年7月に株式会社パン・パシフィック・インターナショナルホールディングスグループの日本商業施設株式会社の子会社となり、2025年7月に日本商業施設株式会社に吸収合併され解散尚、事業は引き続き日本商業施設が運営をしている。

#### 金融
- 株式会社ユニーカードサービス（愛知県稲沢市、1991年（平成3年）7月設立[354]）

ユニーカード（1971年（昭和46年）3月発行開始）・アピタカード・UNYグループカードなどを発行）
ユニーグループ内のカード発行。金融サービスなどを手がけた。
- 株式会社ユーシーエスサービス（愛知県稲沢市）
  - ユニーカードサービスの子会社。1997年（平成9年）設立。2004年（平成16年）9月、株式会社ユニーカードサービスを存続会社として株式会社ユニーサービス及び株式会社ユーシーエスサービスを合併し、商号を株式会社UCSに変更し現在に至る。[要出典]
- 株式会社ユニーサービス（愛知県稲沢市、1973年（昭和48年）4月設立[153]）

保険代理業、リース事業。
- 株式会社ラヴァンス（愛知県稲沢市）

1998年（平成10年）5月11日にユニーサービスと合併。
ユニーサービスの子会社として、1990年（平成2年）、がん保険事業を目的に設立。

#### 通信販売
- コンピューカードジャパン（名古屋市中村区、1985年（昭和60年）6月8日設立[355]）

1982年（昭和57年）1月に「コンピューカードインターナショナル」と提携し、CUCプロジェクトで1984年（昭和59年）9月に「オネストバニー」を導入した電子ショッピングシステムでの試験的な販売を開始。
子会社を設立して独立させ、1985年（昭和60年）6月21日に「コンピューカードジャパン」としての事業を開始した。
カタログを用いた電話ショッピングとパソコンを使ったオンラインショッピング、電子データベースと直結してアドバイザーによるコンサルティングをしながら販売する「オネストバニー」を用いた電子ショッピングを運営。
当社を清算し、電子電話ショッピングはユニー100％出資の「シー・ユー・シー・ジャパン」が継承。
- 株式会社シー・ユー・シー・ジャパン（東京都千代田区、1996年（平成8年）11月1日設立）

「コンピューカードジャパン」から電子電話ショッピング事業を継承したユニー100％出資子会社として発足。
同社を増資する形で、米CUCインターナショナル社と三菱商事などが増資を引き受けて、外資系合弁会社となり、当社の出資比率は30％となった。
- ときめきドットコム株式会社（東京都中央区[204]、2000年（平成12年）7月3日設立[204]）

「サークルケイ・ジャパン」と「株式会社サンクスアンドアソシエイツ」などユニーグループ5社が出資して設立。
ファミリーマートやスリーエフ、ミニストップと共同開発したECインフラシステムを活用し、2001年（平成13年）1月から「サークルケイ・ジャパン」と「サンクス」の店舗に端末設置を開始したeコマースの運営会社。
- 株式会社アルビー（東京都品川区、1980年（昭和55年）5月設立[153]）

情報産業企業ジャコスと共同出資でテレフォンショップ事業を目的に設立。

#### 情報通信
- 株式会社バイナス（愛知県稲沢市）

当社が1982年（昭和57年）11月に名古屋駅前にパソコンのハードとソフトのほか教材用ロボットなどのある「ショールーム」を開設し、販売を開始。エレクトロニクス応用分野で創意工夫に興味を持つ人材の発掘・育成を図る事業を行った。
1983年（昭和58年）3月、バイナス事業部を設立。
1984年（昭和59年）9月から中古車、住宅、プレイガイド等の生活情報を「ライブネット情報センター」の運営も行っていた。
コンピュータの新しい応用システムの提供の英訳バイナリー·ユア·ニユー·アプリケーション·システムズの頭文字から「バイナス」と名付けられた。
2006年（平成18年）1月独立。GMS運営とは全く関係のない業態のため、2008年（平成20年）10月20日をもって株式譲渡。
現在はCDS株式会社の資本傘下に入り、ITをはじめ各種制御技術、FA技術、加工技術などの工業技術分野における教育機関向けの実習用教材の開発・販売を行っている。
- 株式会社コンピューカード・ジャパン（1985年（昭和60年）6月設立[342]）

有料の会員制の電話やパソコンのオンラインによる通販事業や、コンピューストアのシステム販売を手掛けた。
- 株式会社ユーエフコミュニケーションズ（名古屋市中村区名駅3-26-8[364]、）

株式会社フォーバル（60％）とユニー（40％）の出資により設立。携帯電話等へのコンテンツ配信等のノウハウを提供。
2002年（平成14年）3月、株式会社フォーバルの100%の子会社となり、ユニーグループから離脱。現在はフォーバルから離れ、社名変更し株式会社インフォニックスとなる。
- 株式会社イー·シー·デー（東京都江東区、1990年（平成2年）[366]3月設立）

海外事業の研究、米メディアに投資などを行った。1994年（平成6年）2月に清算。
- 株式会社ネクスコム（愛知県稲沢市）[要出典]

広告代理店。2020年10月1日付でユニー株式会社が吸収合併。
- 株式会社ラブアド（名古屋市中村区[172]、1985年（昭和60年）[366]12月設立）

1976年（昭和51年）にビデオ映像制作部門として発足し、映像サービスやセールスプロモーションを手掛けるラブアド事業部となったのち、1986年（昭和61年）2月21日より分離独立した。1994年（平成6年）2月に清算。
- セントラルケーブルテレビ株式会社（名古屋市瑞穂区、1983年（昭和58年）8月8日設立[367]）

中日新聞社と丸紅との共同出資で設立。
1987年（昭和62年）10月に名古屋市内でケーブルテレビの放送を開始。
テレビショッピングを視野に入れていた。
1994年（平成8年）3月で事業を休止し、名古屋ケーブルネットワーク、現・スターキャットに営業譲渡。同年6月に解散した。

#### サービス
- 株式会社マイトラベル（愛知県稲沢市、1979年（昭和54年）4月7日設立[55]）

旅行あっせん業を目的として興和との共同出資で設立。ユニーの大型店内で専用カウンターを設けていた。
かつてユニーのショッピングセンターの一部にテナントとして出店し、ユニーグループを連想させる旅行企画会社「株式会社ユートラベル」はマイトラベルとは関係が無い。ユートラベルはユニーとの関係も無かったが、近年ユニーグループホールディングス傘下の旅行企画会社「株式会社シティツアーズ」の子会社を経て、シティツアーズに吸収合併された。
- 株式会社シティツアーズ（名古屋市西区）
- 青木ヶ原高原開発株式会社（岐阜県中津川市）

ユーグリーン中津川ゴルフ倶楽部を1991年（平成3年）5月1日オープン。1983年（昭和58年）6月設立。
2005年（平成17年）9月民事再生手続を経てユニマットグループに譲渡。
1999年（平成11年）から女子ゴルフトーナメント「アピタ・サークルK・サンクスレディス」を開催。（2005年（平成17年）まで）
- 株式会社ユニー運輸（名古屋市中区）

配送センターから店舗までの社内物流を手がけた。
- 株式会社サン総合メンテナンス（愛知県稲沢市天池五反田町、1994年（平成6年）12月設立）

メンテナンス請負、業務機器・資材の販売
1995年（平成7年）5月21日から業務開始。
2023年　(令和5年)7月末をもってユニー株式会社に吸収合併をして解散

#### 不動産
- 東名クラウン開発株式会社（名古屋市中村区名駅3-26-8[37]、1969年（昭和44年）11月17日設立[37]）

不動産賃貸業（バザァル金沢文庫店、ユニー知立店、ユニー豊明店）
株式会社 名浜がトヨタ自動車販売との折半出資で設立。2009年（平成21年）2月21日をもって会社清算。
- （初代）株式会社ユーライフ（名古屋市[371]、）

デベロッパー事業。1973年（昭和48年）2月設立。グループの総合不動産会社として、店舗開発や店舗賃貸事業のほか、賃貸マンション事業および不動産の活用提案・売買・仲介業などを行っていた。
1985年（昭和60年）2月21日にユニーハウジング株式会社に吸収合併され、同社が（2代目）株式会社ユーライフとなった。
- ユニーハウジング株式会社（名古屋市中村区、1975年（昭和50年）3月[152]25日設立）→（2代目）株式会社ユーライフ（名古屋市中村区）
  - 注文住宅建設、住宅分譲、店舗建築等を手がけた。
  - 1985年（昭和60年）2月21日に（初代）株式会社ユーライフを吸収合併し、（2代目）株式会社ユーライフとなった[371]。

2016年（平成28年）5月21日をもってユニーに吸収合併された。
- 株式会社北陸ユーライフ（富山市）

アピタ富山の土地・建物を区分所有してデベロッパー事業を行った。

#### その他の関連企業
- ユニー・ファミリーマートホールディングス株式会社（東京都港区）

2016年（平成28年）-2019年の親会社。現在の社名は株式会社ファミリーマート
- ユニー・グループホールディングス株式会社（愛知県稲沢市）

2016年（平成28年）までの親会社。持株会社になる前は(初代)ユニー株式会社
- 株式会社ユニフード（愛知県稲沢市）[要出典]

2020年7月1日付でユニー株式会社が吸収合併。
フードサービス事業部を独立させ、子会社化。
主力となる和風ラーメン店「風まつり」手始めに、ユニー・アピタ内のフードコート内で店舗展開をした。ユニーはかつて、回転寿司のアトムと提携しており、郊外型飲食店舗として、串と麺類の和食レストラン「釣瓶屋（つるべや）」等をアトムのノウハウのもとで運営していた。その他、お好み焼き店「キララ」（中区・ライオンビル内）、ファミリーレストラン「フォーシーズン」（緑区・アピタ緑店内）も手がけていた。
- 株式会社エヌフーズ（川崎市高津区）[要出典]

- アイク株式会社（東京都・九段富士ビル8F[374]、1979年（昭和54年）1月8日設立[158]）

当社とユニードによる東南アジアでの共同輸入をルーツとし、忠実屋と十字屋が加わり、1975年（昭和50年）春にジャスコとイズミヤが参加し、丸紅が関わった共同仕入れ研究会を母体として設立された。
当社とジャスコ・イズミヤ・忠実屋・ユニードの5社が均等出資した合弁の開発輸入商社。
1979年（昭和54年）3月1日に輸入業務を開始。
1999年（平成11年）7月23日付でユニーが保有していた31.74%・146,000株の株式をジャスコに譲渡して撤退した。
2007年（平成19年）8月にイズミヤが保有していた株式をアイクに譲渡して撤退。2013年（平成25年）9月1日にイオントップバリュを合併してイオントップバリュ（2代目）と商号変更した。

#### 海外子会社
- 優你香港有限公司（香港、1985年12月3日設立）
  - GMSおよび12香港ドル均一ショップを香港で展開。

2018年5月末に「優你香港有限公司」の発行済み全株式を「恒基兆業地産」に売却し、同時にライセンス契約を締結して同じ店名で営業を継続。2018年7月からUnicorn Stores (HK) Ltdとして営業。2022年1月現在は3店舗を運営している。
- 優友（上海）商貿有限公司（上海市、2011年11月30日設立[227]）

ユニーの海外子会社として、中華人民共和国上海市長寧区古北路507号に上海代表処を構えた。
アピタ金虹橋店（上海市長寧区芽台路）をかつて運営していた。同店は、上海地下鉄2号線婁山関路駅に通じる商業施設「ARCH WALK（金光緑庭広場）」のキーテナントとして、地下1階ならびに地下2階を賃借し、2014年9月26日中国本土1号店として地下2階を先行開店。営業面積は21,000m2。
- - 2016年12月末までに、運営企業の優友（上海）商貿有限公司の全株式を香港系の投資会社「聯志投資有限公司」に売却[257]。同年末をもってユニー・ファミリーマートホールディンス傘下から離脱した[広報 24]。店舗名は引き続き「APiTA雅品嘉（ヤーピンジャ）」で運営される。
- ユニー（ケイマン）ホールディングス　＜中: 優你（開曼）控股有限公司＞（イギリス領ケイマン）

当社が70％を出資し、中国の大手食品企業集団「頂新」グループが30％出資した合弁企業。
ユニー（上海）を設立するのを皮切りとして、中国各地に現地法人を設立する構想における持ち株会社であった。
優遇税制（タックス・ヘイヴン）のため登記上の本社をケイマンに置いた。上海に中国1号店を2010年開店予定であったが、開店は2014年（平成26年）秋にずれ込んだ。ユニー（ケイマン）ホールディングスを持ち株会社とし、傘下に優友（上海）商貿有限公司を2011年11月に設立した。
2016年12月5日、優友（上海）商貿有限公司の持ち株会社である同社の全株式と、アピタ金虹橋店（上海）の運営企業の優友の全株式を香港系の投資会社「聯志投資有限公司」に売却。同年末をもって100%親会社だったユニー・ファミリーマートホールディングス傘下から離脱した。
- サークルKコンビニエンスストアーズ有限公司（香港）
  - 米サークルKとユニー（各25％）、香港の貿易商社、利豊有限公司（50％）の合弁で1985年3月設立。67店舗程度を展開。のちに全株式を利豊有限公司に譲渡しユニーグループから離脱。[要出典]

## 事業所
会社の営業地域は「中京（近畿圏含）（愛知・静岡・岐阜・三重・長野・滋賀・奈良）」「関東（神奈川・千葉・埼玉・栃木・群馬・山梨・新潟）」「北陸（富山・石川・福井）」の3つに区分され、それぞれアピタ・ピアゴ毎に計17営業部単位の商品展開やセール・イベント企画を実施していたが、2017年（平成29年）度に、計9営業部単位に縮小再編されている。

### 地域事務所
- 関東事務所（横浜市神奈川区入江2丁目18番地 ユニー大口ビル5階）
- 北陸事務所（石川県白山市幸明町280番地 アピタ松任店3階）
- バンコク事務所（バンコク都ワッタナー区北クローントゥーイ）

### 主な配送センター

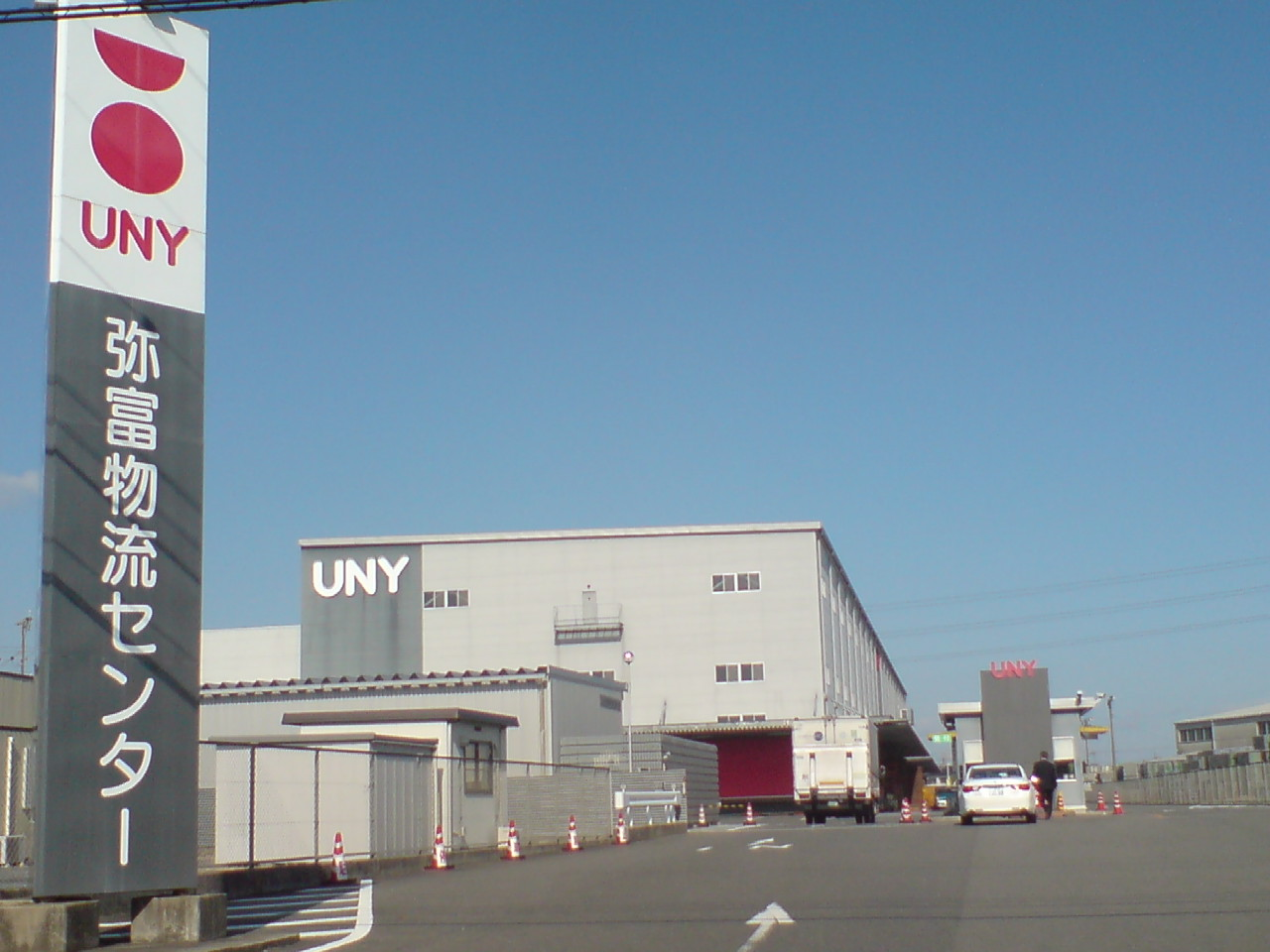
ユニー弥富物流センター

| 配送センター                            | 所在地                     | 受託企業                            |
| --------------------------------------- | -------------------------- | ----------------------------------- |
| 関東プロセスセンター                    | 群馬県邑楽郡邑楽町         | 昭和委託                            |
| ユニーグループ関東北物流センター        | 埼玉県久喜市菖蒲町三箇     | 加藤産業・カンダコーポレーション    |
| 川崎ドライ物流センター                  | 神奈川県川崎市川崎区東扇島 | 伊藤忠食品                          |
| 関東南物流センター                      | 神奈川県平塚市長瀞         | バンテックセントラル                |
| 厚木低温物流センター                    | 神奈川県厚木市上依知       | 昭和                                |
| 静岡物流センター                        | 静岡県牧之原市布引原       | 名正運輸・昭和冷蔵                  |
| 牧之原ドライ物流センター                | 静岡県牧之原市坂口         | 伊藤忠食品                          |
| 牧之原プロセスセンター                  | 静岡県牧之原市白井         | 昭和                                |
| マザーセンター                          | 愛知県小牧市               | トーカン （小牧流通センター内賃借） |
| 大府ドライ物流センター                  | 愛知県大府市共和町別岨     | 伊藤忠食品                          |
| 犬山低温物流センター ドライ物流センター | 愛知県犬山市高根洞         | 昭和                                |
| 瀬戸プロセスセンター                    | 愛知県瀬戸市山の田         | トーカン                            |
| 弥富物流センター                        | 愛知県弥富市前ケ平         | 佐川急便・三井倉庫                  |
| 飛島ハウスウェア物流センター            | 愛知県海部郡飛島村         | 名正運輸                            |
| 海津文玩物流センター                    | 岐阜県海津市南濃町吉田     | エスシー                            |
| 北陸物流センター                        | 石川県金沢市佐奇森町       | カナカン （同社海浜物流センター内） |
| 金沢ドライ物流センター                  | 石川県金沢市専光寺町       | カナカン                            |

#### 過去に存在した配送センター
- 稲沢配送センター（愛知県稲沢市天池町五反田158[380]）
- 横浜配送センター（神奈川県横浜市港南区下永谷町3435[381]）
- 丸子配送センター（静岡県静岡市丸子6288-1[381]）
- 北陸配送センター（石川県金沢市平松町138[382]）

## 情報誌
- 月刊情報誌『夢屋』

1980年（昭和55年）2月にを創刊
クレジットカードの「ユニーカード」利用者向けの雑誌で、ユニーのカタログ販売も行われていた。
- タウン情報誌『ほっちぽっち』

当社運営本部内に編集部を開設し、1983年（昭和58年）4月20日に創刊。
創刊時にはB5判・100ページで定価200円。
雑誌名の「ほっちぽっち」はオランダ語で「ごった煮」を意味するもので、従来弱かったヤング層向けのコミュニケーションを狙って創刊した。
読者参加型の編集を目指して、創刊準備号に参加希望を募るアンケート葉書を付けており、創刊号にはその中から30名の読者を参加させていた。
ユニーの店頭ではなく、一般の書店で販売し、発行部数3万部を目標としていた。しかし、創刊当初から実売部数は伸び悩み、既存誌のフリークやアワーシティを大きく下回る結果となった。
その後、廃刊寸前の状態となったところで、子会社のラブアドが引き受けて『HP』へ誌名変更を変更し、発行を継続。
1992年6月号（通巻106巻）をもって終刊した。

## 応援・優勝セール
1999年（平成11年）7月30日から中日ドラゴンズが勝った翌日に愛知・岐阜・三重の東海3県の店舗で「ドラゴンズ応援セール」を実施。
同年10月1日から東海3県に長野県を加えた4県の店舗で「ドラゴンズ優勝記念セール」を実施した。
2004年（平成16年）には「中日ドラゴンズ開幕ダッシュ応援セール」や「ドラゴンズ朝市」なども開催。
以降は様々な応援セールや応援企画、球団マスコットが出演するテレビCMの放映などを実施している。ただし中日主催の北陸シリーズが開催されて東海地方より巨人ファンが多いとされる北陸3県の店舗は、2007年から2009年に読売ジャイアンツがセ・リーグ優勝した際に優勝セールを開催している上、中日が優勝した2010年は「巨人感動ありがとうセール」を開催している。

## 広告

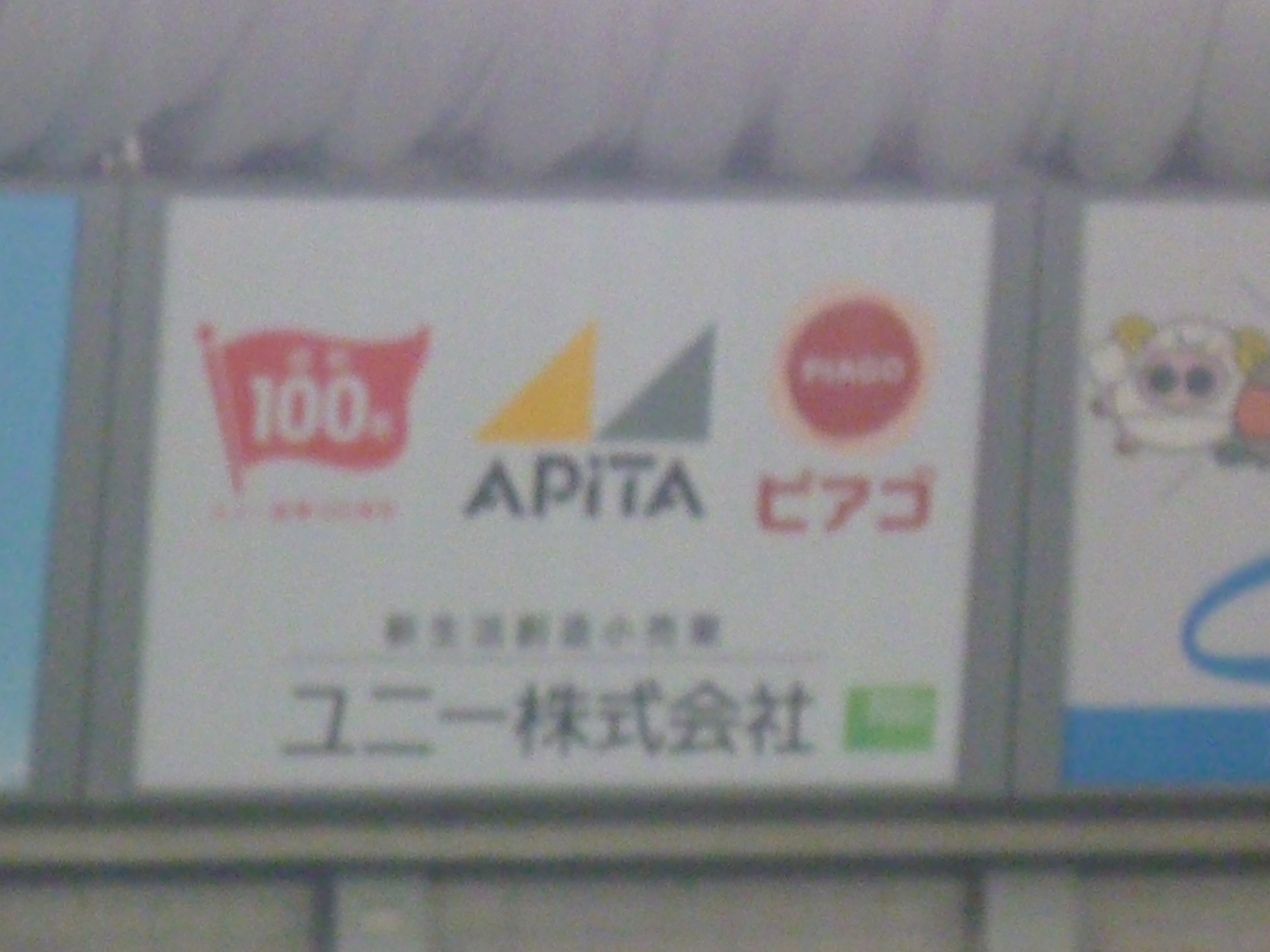
ナゴヤドームに掲示してある、ユニーグループの広告

### シンボルマーク

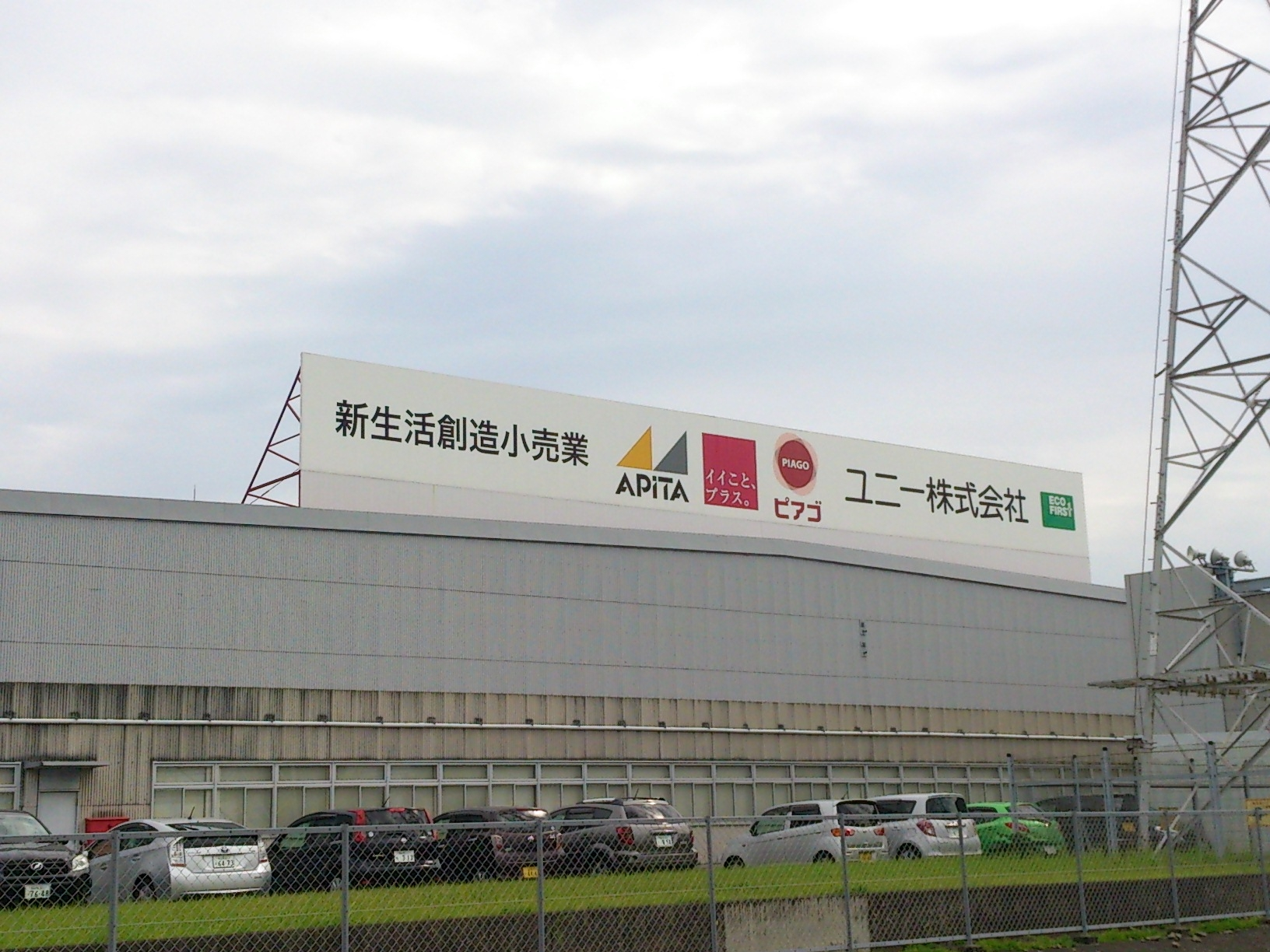
ユニー本社（稲沢市）に掲げられた「新生活創造小売業」の看板

シンボルマークは1977年（昭和52年）2月21日に使用開始したもので、地平線から上る朝日をモチーフにした2つの金赤色の円の組み合わせたもの。
ユニークさのほか、赤丸は「太陽の暖かさと、昇る太陽の力強い動きの暖かさ」を表し、「暖かいこころ」と「社会のニーズに積極的に対応する柔軟でダイナミックな動きとエネルギー」を象徴するとしている。2011年（平成23年）からは、全店の外壁や看板に企業名「UNY」と赤丸のロゴマークを掲出して「アピタ」「ピアゴ」と一体感を高めている。

### ラジオ
時報CM - 2013年（平成25年）1月1日午前5時から2014年（平成26年）3月31日午前4時まで、グループ会社のサークルKサンクスと共同で、全国の民放AMラジオ局で時報CMを放送していた。

### キャラクター
- 2009年8月よりピアゴ生誕記念に、着ぐるみキャラクター『ピアッキ〜』を作成し、販促に用いている(2020年2月に卒業[広報 28])。
- 2020年4月よりユニー50周年記念に、未来リスの『アピタン』が登場[394]。さらに同年9月には彼の妹である『ピアタン』が登場した[広報 29]。[395]

### 店内ソング・CMソング
- 「ハッピーラッキー アピタン」歌：本井美帆　作詞・作曲：かきつばたきよし[広報 30]
  - 2020年3月のユニー50周年による新マスコット「アピタン」登場に伴い誕生した愛唱歌。
  - ユニー店舗（MEGAドン・キホーテUNY店舗を除く）の店内ソングとして使用されている。

### 過去
- 「いつも家族と一緒に」歌：メロディー・チューバック[広報 31]　作詞：大谷渡　作曲：濱田理恵
  - 2009年のピアゴ・アピタ統一時に誕生した愛唱歌。歌詞がピアゴバージョンとアピタバージョンで異なる。[要出典]
  - 「ハッピーラッキー アピタン」の誕生により、2020年2月末をもって使用終了。[要出典]
- 「パパとママとぼく」 作詞：佐々木高子[396]　作曲：小林亜星[396]
  - ユニー誕生8周年を記念して作詞を一般公募し、それに小林亜星が曲を作る形で作られたCMソング[396]。ユニーの各店舗で1978年（昭和53年）6月10日から使用された[396]。

## 不祥事
- 2004年、取引における立場の優位性を利用し、納入業者に対し棚卸や陳列などへの人員応援要請や過度の値引要請をしていたことが表面化。ユニー側の事情を聴いた上で公正取引委員会より私的独占の禁止及び公正取引の確保に関する法律（独占禁止法）に基づく是正勧告を受けた[397]。
- 2024年9月18日、スーパー「アピタ」の千葉、新潟、静岡など11県にある36店舗で原材料である輸入牛肉の原産地を表示せずにローストビーフ計約60トンを販売したとして、農林水産省から食品表示法に基づく表示の是正と再発防止の指示を受けた[398]。

## 類似した名称の企業・商品
- 愛知県内に、ユニーファイナンス[広報 32]（消費者金融）、ユニーオイル[広報 33]（ガソリンスタンド）があるが、当社とは全く関係がない。[要出典]
- 山梨県内に、パチンコ店「BiGユニー」が4店舗あるが関係はない。中央市田富では閉店したアピタ田富店と同じ通りにBiGユニーが存在する。[要出典]
- 小林薬品工業が製造販売する鎮痛薬に「ユニー」があるが関係はない。[要出典]
- 「ユニホー」は関連会社の麦島建設の建設したビルやマンションの管理業務を行う会社として設立され[399]、ユニオンとホームから名付けられた企業で[400]、注文住宅・分譲マンションの設計・建設・販売・賃貸管理や商業施設管理等を手掛けるようになり[400]、マンションに「ユニーブル」というブランド名を使用している[400]。
- ユニーのショッピングセンター名（ウォークモール）に類似した「○○ウォーク××（地名）」の名称だが、ユニーグループの店舗は入居していない施設として、東京都の「ぐりーんうぉーく多摩」、福岡県の「リバーウォーク北九州」などがある。[要出典]